# Acropora
Genre

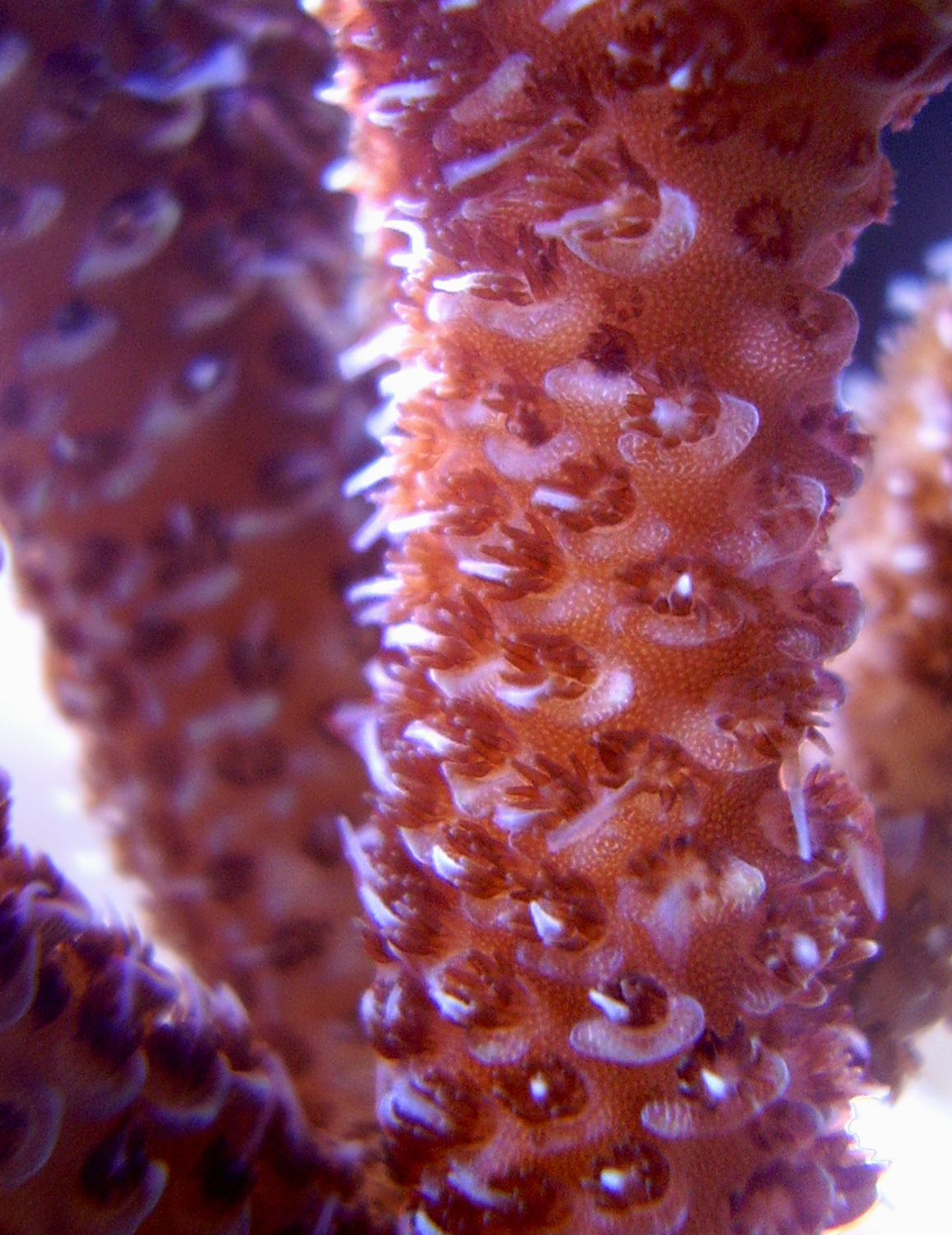
Polypes d'une branche dAcropora.

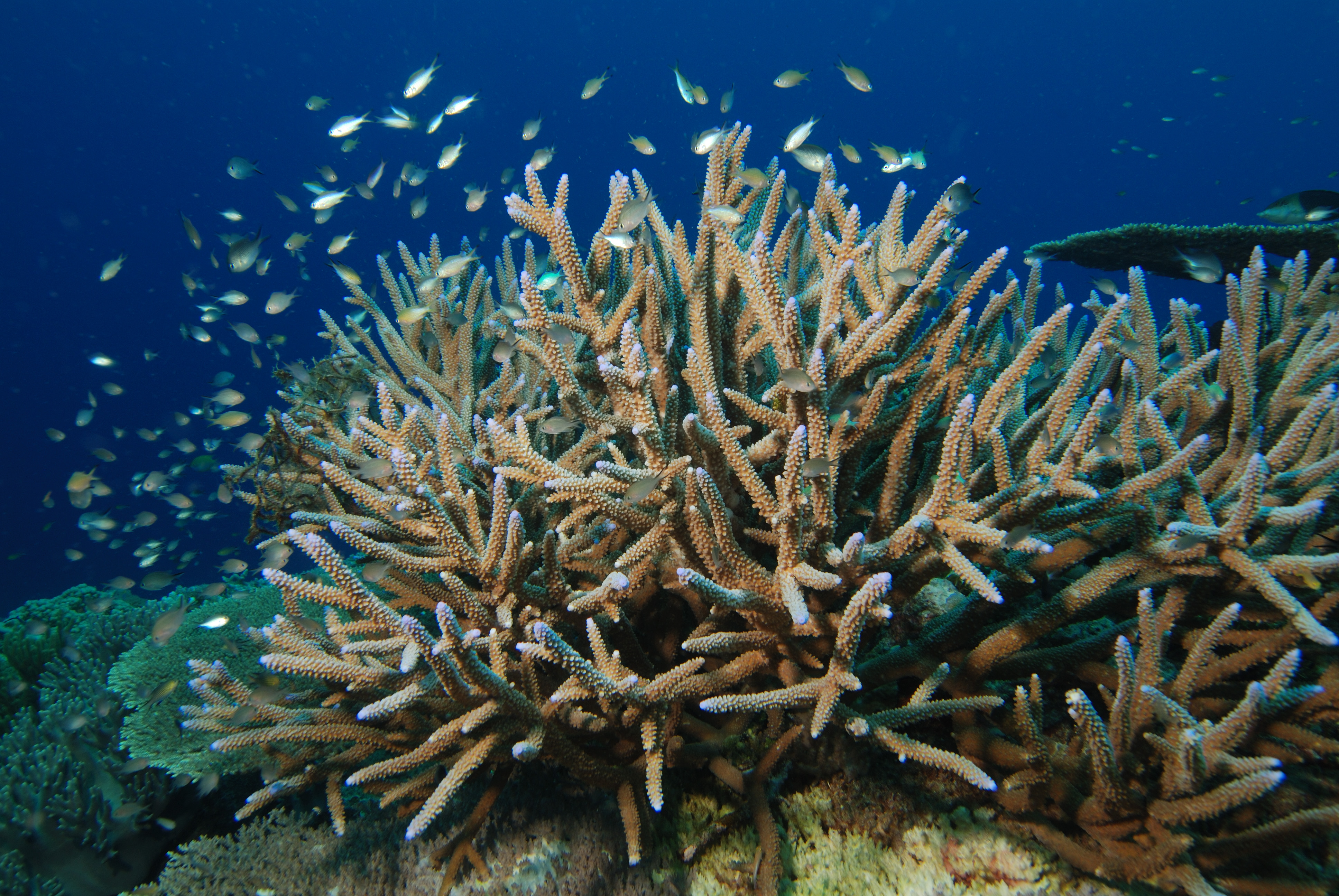
Acropora cervicornis

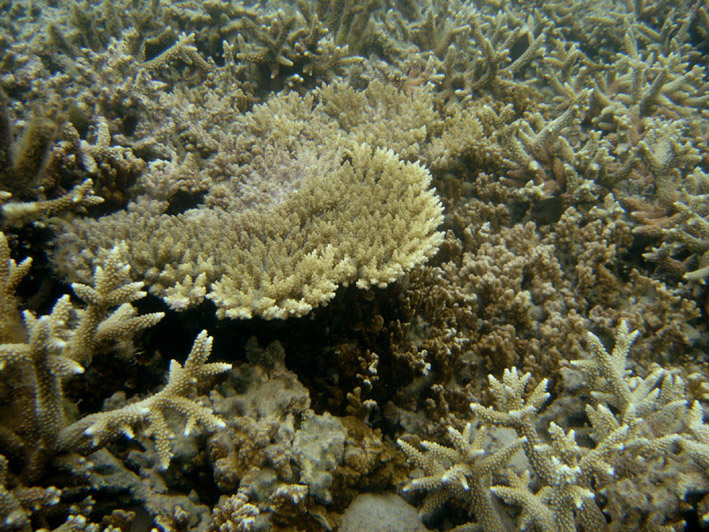
Acropora cytherea à La Réunion.

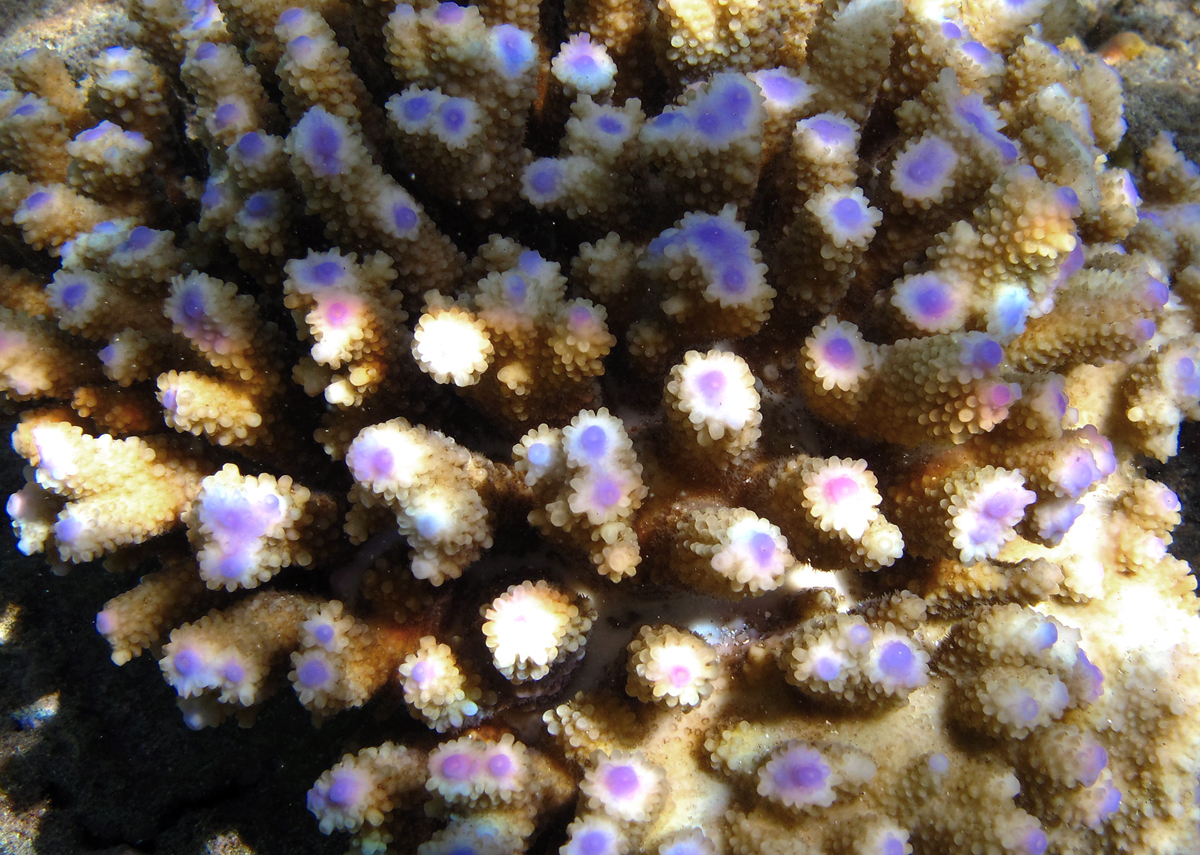
Acropora digitifera à La Réunion.

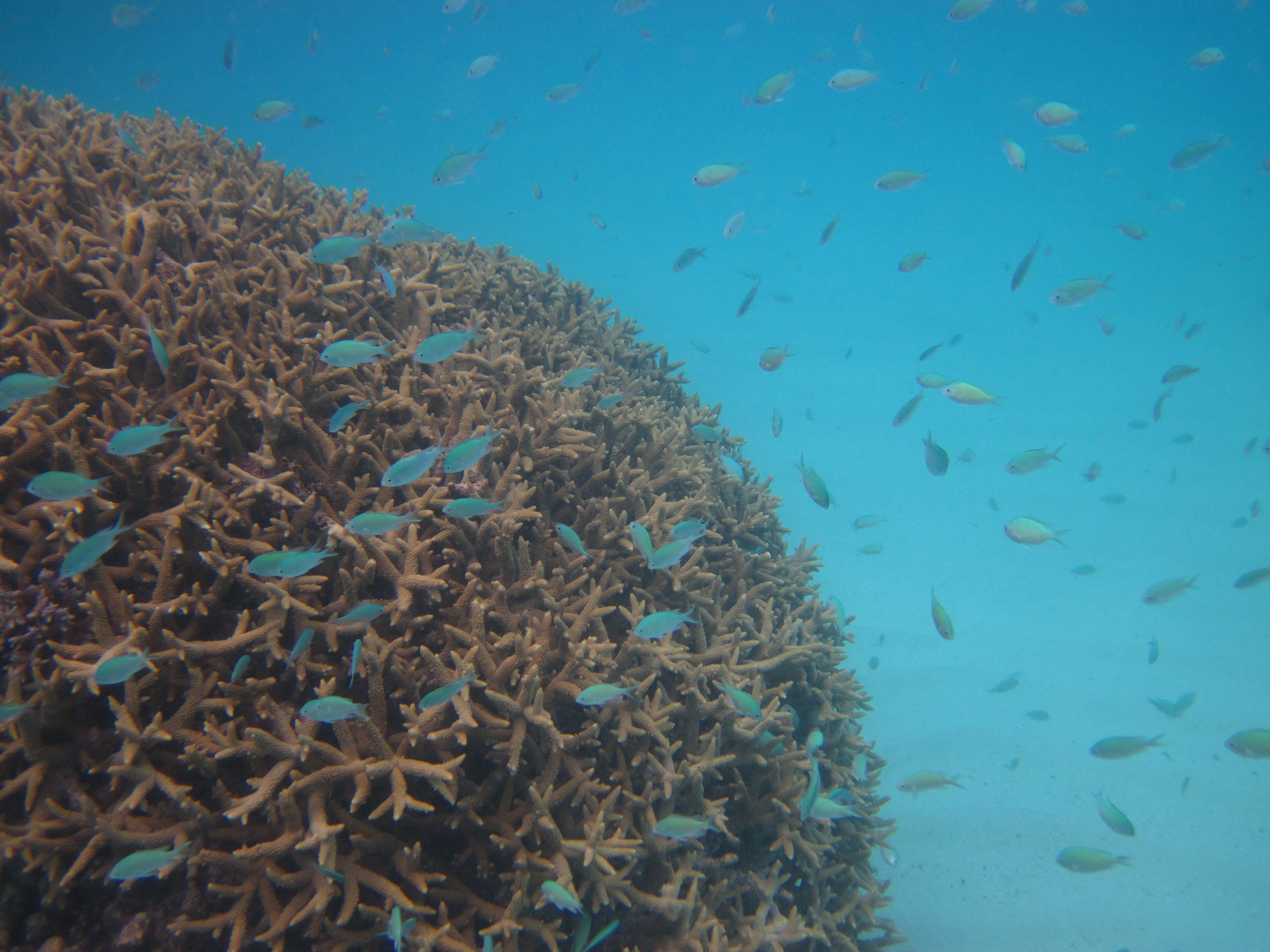
Acropora formosa.

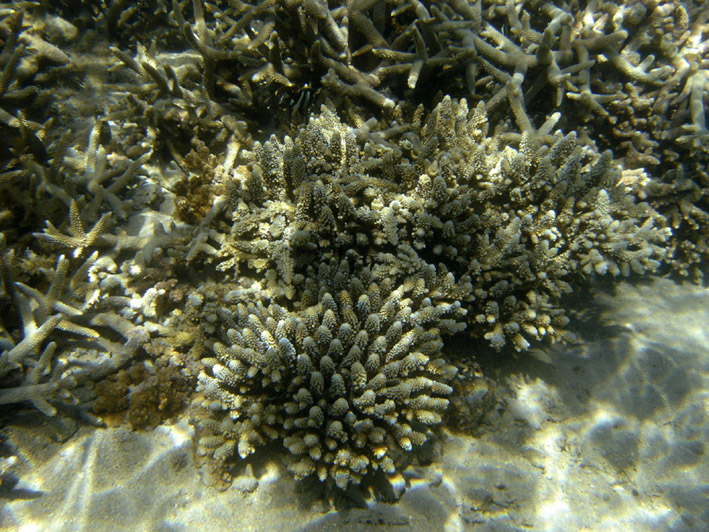
Acropora gemmifera à La Réunion.

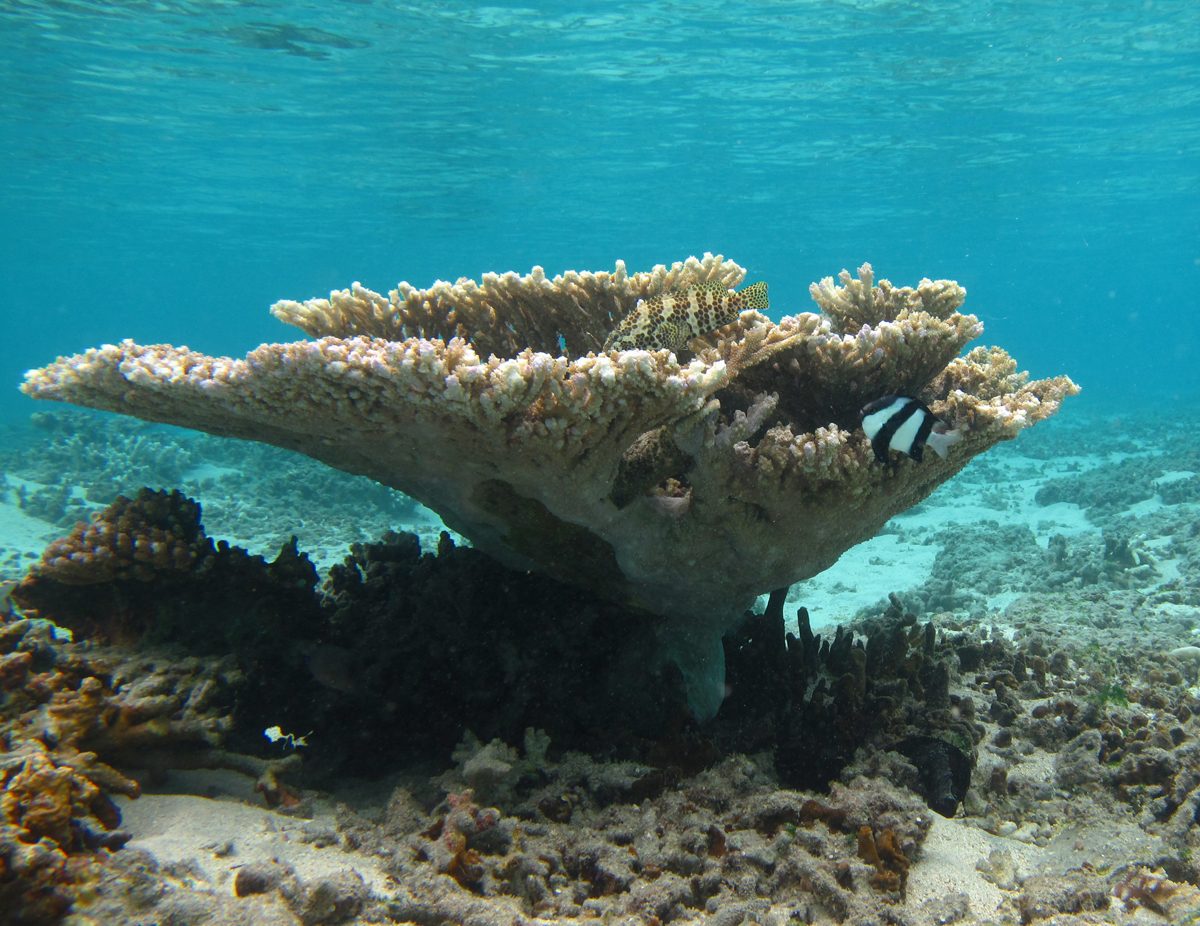
Acropora hyacinthus à La Réunion.

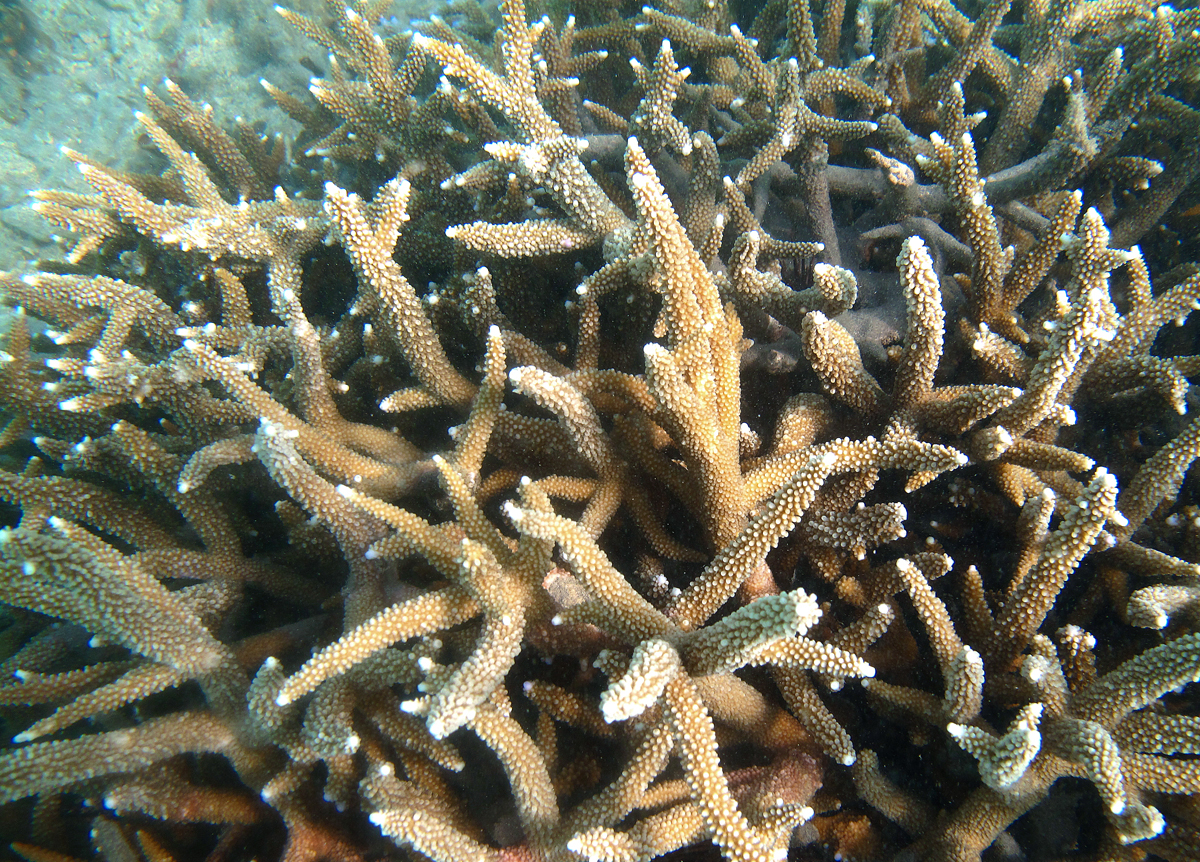
Acropora muricata à La Réunion.

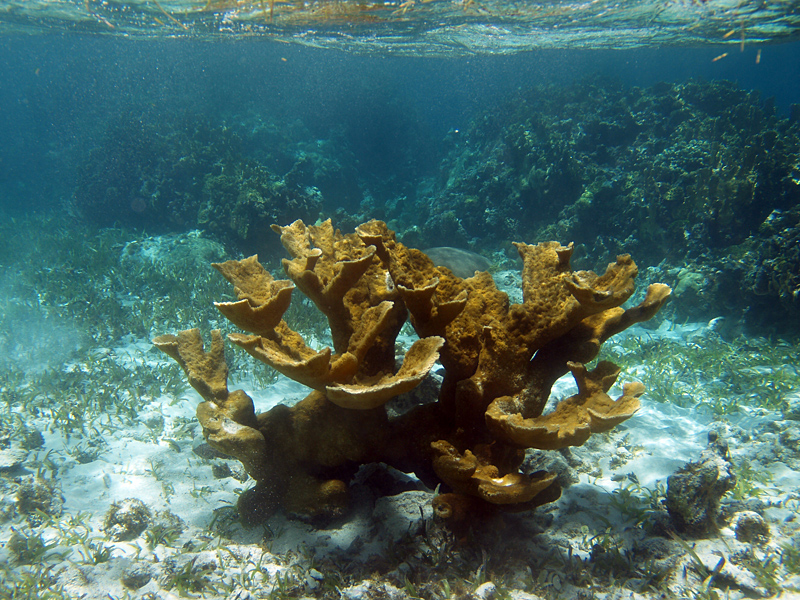
Acropora palmata.

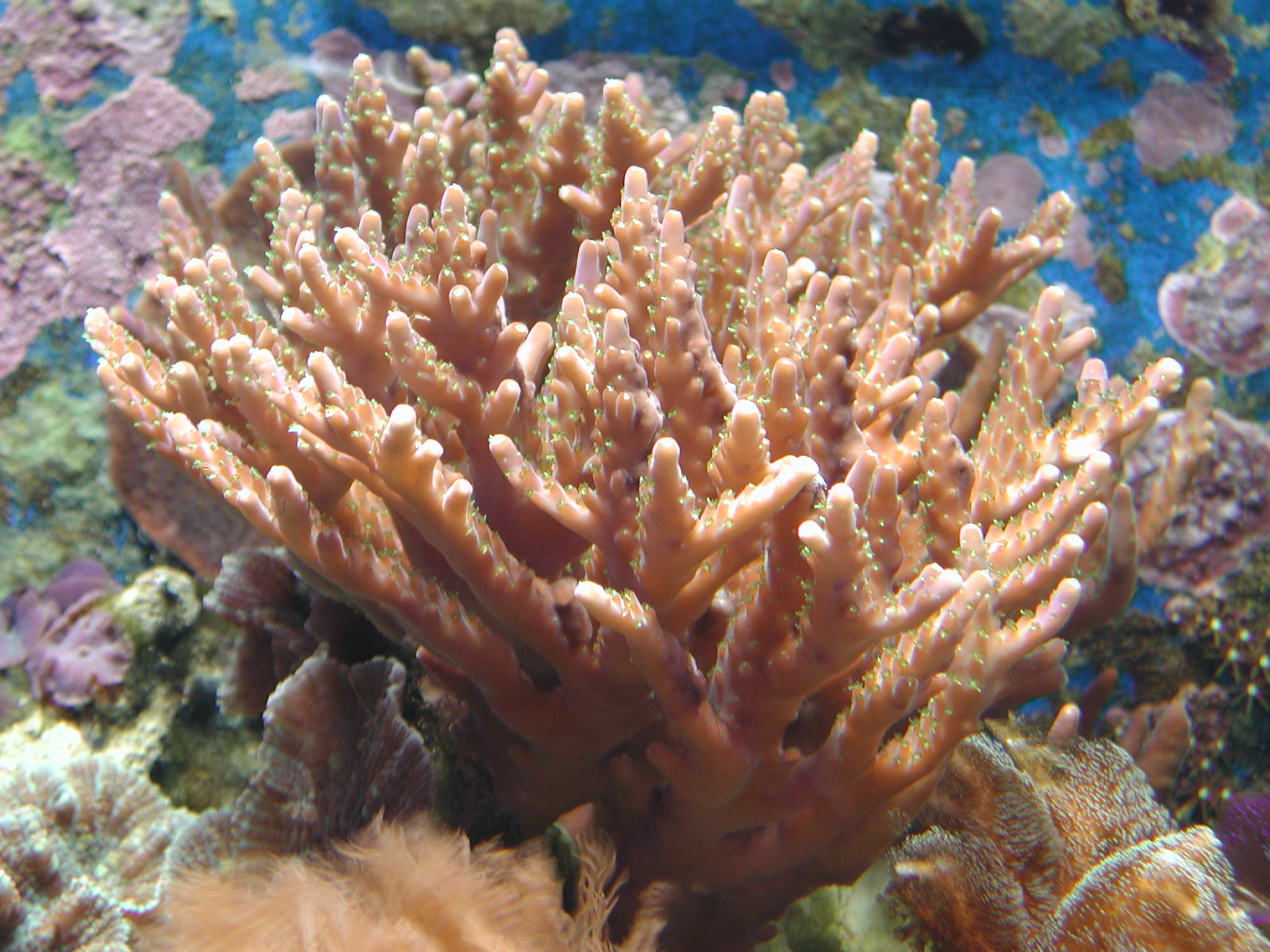
Acropora sp.

Les Acropora, acropores ou coraux corne de cerf sont un genre de coraux durs (animaux). Ils sont parmi les coraux les plus courants de notre époque. Il y en a près de 150 espèces. Ces coraux vivent dans les récifs coralliens des océans Atlantique, Indien et Pacifique. 
Les colonies d’acropores atteignent selon les espèces jusqu'à plus d'un mètre de haut  pour les colonies buissonnantes et jusqu'à 5 m de diamètre  pour les espèces se développant en plateau.

## Description
Les acropores ou Acropora (du latin scientifique et du grec, « pores au sommet ») sont un genre d'anthozoaires zooxanthellés coloniaux, ou coraux hermatypiques. 
Leur forme varie selon le milieu du buissonnant et branchu au tabulaire en plaque horizontale, mais n'est presque jamais réticulée ou massive. Anatomiquement, les acropores ne sont pas très différents des autres organismes coralliens, et élaborent leur squelette à partir du même matériau calcaire : l'aragonite. Ce sont des espèces à croissance rapide : jusqu'à 8 cm/an pour Acropora formosa. La plupart des espèces sont rouges, brunes ou vertes, avec des exceptions plus colorées (bleues, jaunes, violettes...) appréciées des aquariophiles.
Les polypes ne sont visibles que la nuit.
Les Acropora forment le groupe de coraux le plus important et le plus abondant dans les récifs actuels, dans toutes les mers tropicales du globe.

## Caractéristiques
Les formes des colonies sont très variables, y compris au sein d'une même espèce, mais se caractérisent par une croissance rapide et une extension importante, avec un squelette léger (et donc fragile). Les corallites sont de deux types, radiales et axiales ; elles sont disposées densément, et de forme incurvée.

## Habitat et répartition
Ce sont des coraux qui ont besoin d'un ensoleillement fort : en conséquence on les trouve principalement entre les tropiques, dans des eaux claires et à faible profondeur (max 50 m, suivant la limpidité de l'eau). Ils craignent la pollution et les variations de salinité, et meurent si la température de l'eau descend en dessous de 20 °C. Ils peuvent vivre dans des eaux très pauvres en nutriments grâce à la photosynthèse.

## Écologie et comportement
Les Acropora sont des coraux durs, constructeurs de récifs. Ils font partie des espèces responsables de la formation de barrières de corail, qui abritent la plus grande biodiversité de notre planète.
Comme tous les coraux durs, les Acropora vivent en endosymbiose avec de minuscules algues appelées zooxanthelles, qui leur fournissent des hydrates de carbone complexes telles que des sucres grâce à la photosynthèse, en échange d'azote organique et de dioxyde de carbone. Outre la photosynthèse, ces coraux se nourrissent aussi selon un régime carnivore. Ils le font la nuit, en attrapant le zooplancton par leurs polypes. Ceux-ci sont rétractés pendant la journée.
Les Acropora ont une forme complexe offrant de nombreuses cachettes à un extraordinaire cortège d'espèces associées, comme les poissons des genres Chromis et Dascyllus. Ce sont donc des espèces fondatrices d'une importance capitale pour l'équilibre de l'écosystème.
Ces coraux à croissance rapide sont parmi les proies préférées des animaux corallivores, comme les poissons-perroquets et l'étoile de mer corallivore Acanthaster planci.
Ces coraux sont particulièrement exposés à l'énigmatique épidémie de blanchissement des coraux (acidification des océans et changement climatique). Ils sont aussi menacés localement par les méthodes de pêche ravageuses comme la pêche à la dynamite et les pêches chimiques, l’introduction de nouvelles espèces (pathogènes, parasites, prédateurs) et les pollutions industrielles et agricoles.

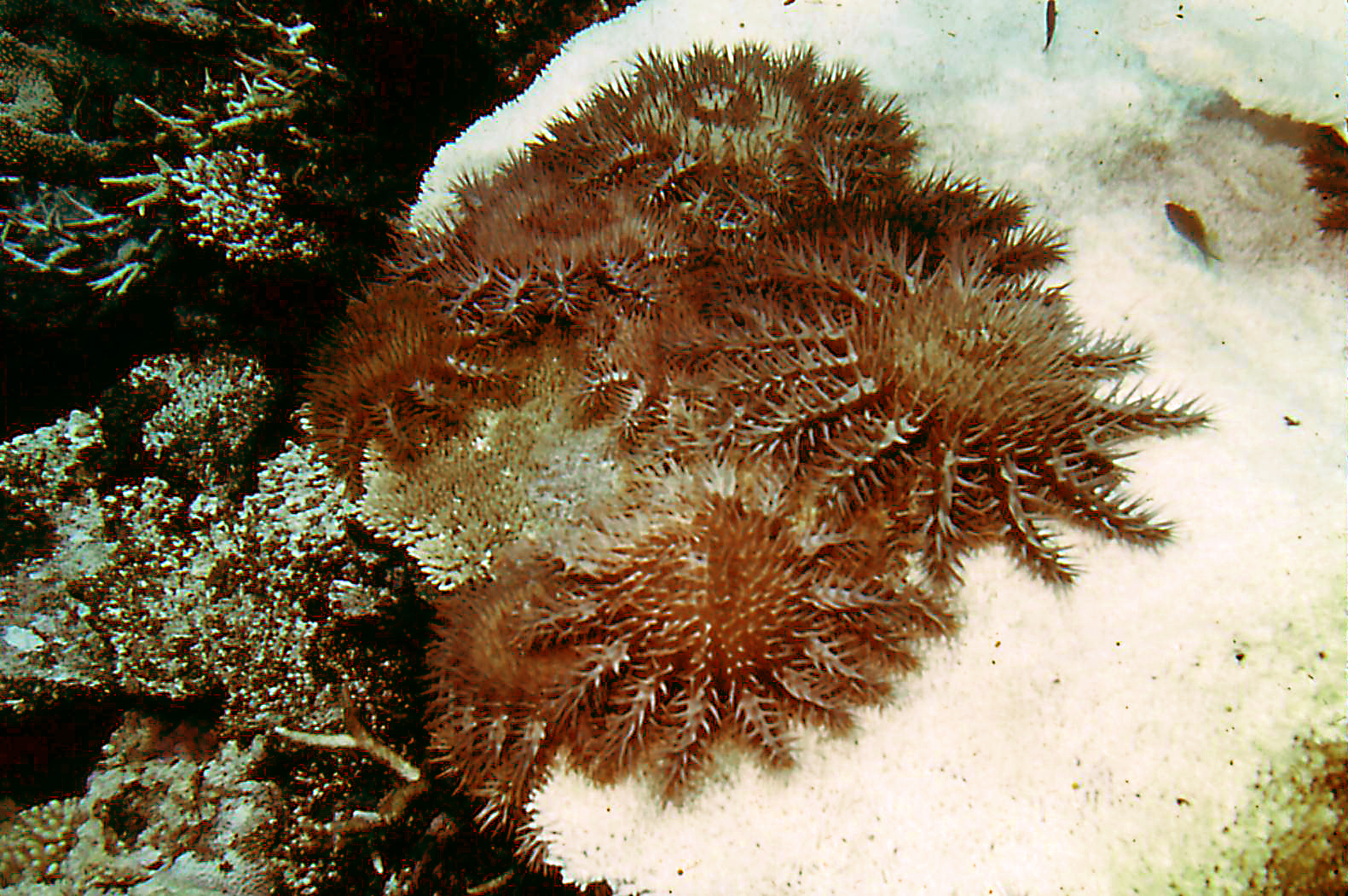
Groupe d'Acanthaster planci dévorant un Acropora tabulaire en Australie. Cette étoile de mer venimeuse est un des principaux prédateurs du corail.
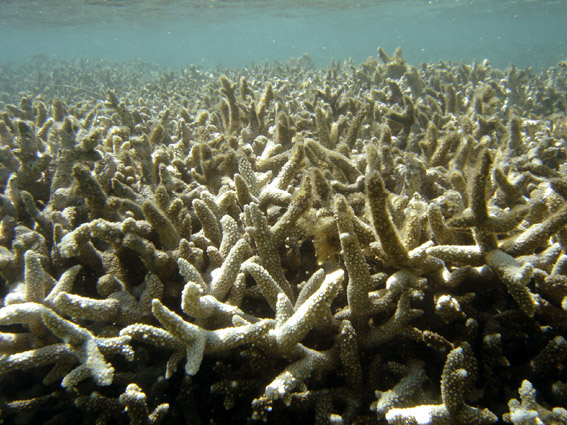
Acropora muricata blanchi, mort puis partiellement colonisé par des algues à la Réunion.
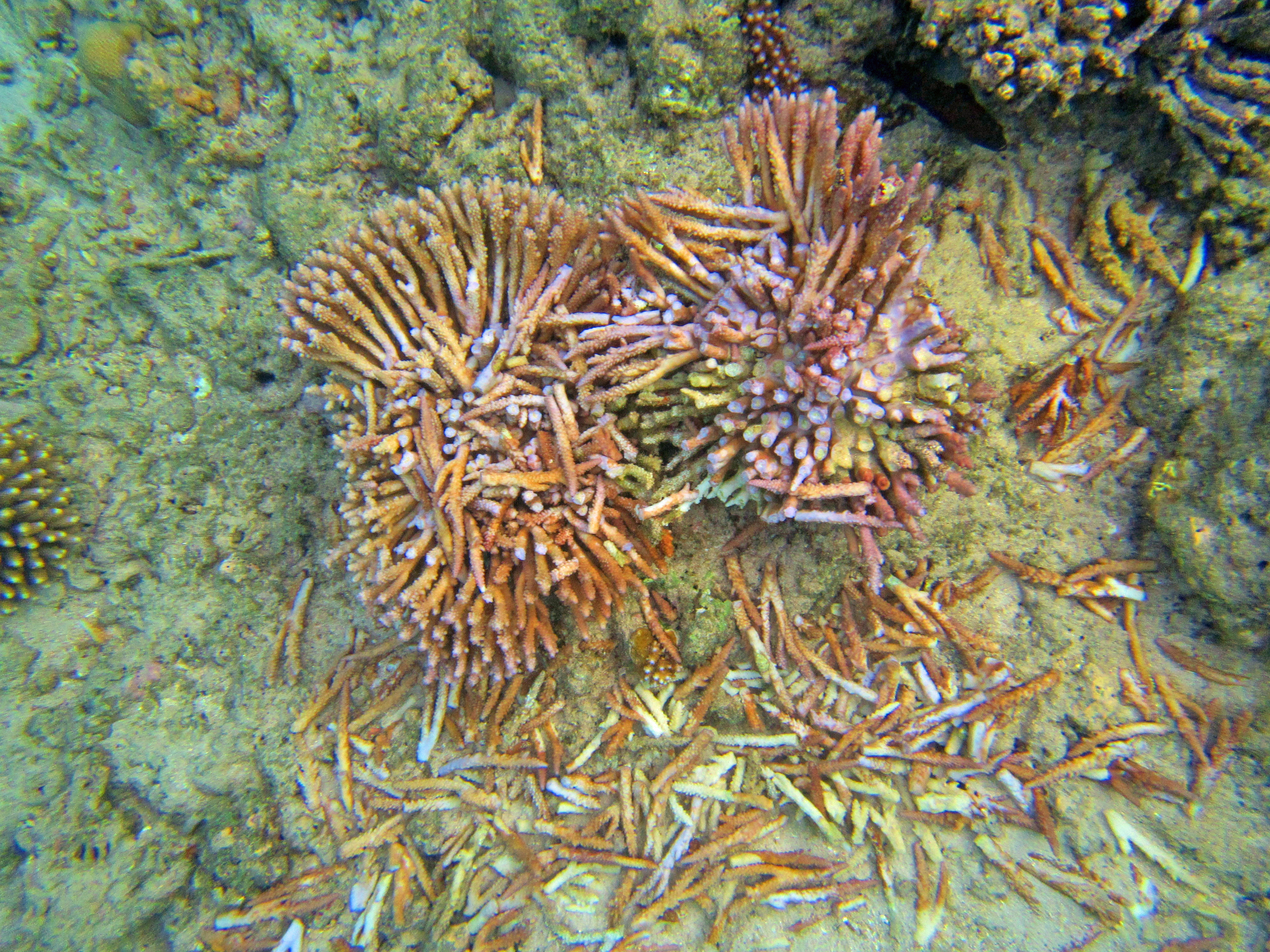
Une colonie fracassée, par une ancre ou par un baigneur maladroit (Mayotte). Si elle survit, elle mettra des années à se reconstituer.

## Liste des espèces
Selon World Register of Marine Species (23 novembre 2013) : 
- Acropora abrolhosensis Veron, 1985
- Acropora abrotanoides (Lamarck, 1816)
- Acropora aculeus (Dana, 1846)
- Acropora acuminata (Verrill, 1864)
- Acropora akajimensis Veron, 1990
- Acropora anthocercis (Brook, 1893)
- Acropora arabensis Hodgson and Carpenter, 1996
- Acropora aspera (Dana, 1846)
- Acropora austera (Dana, 1846)
- Acropora awi Wallace and Wolstenholme, 1998
- Acropora azurea Veron and Wallace, 1984
- Acropora batunai Wallace, 1997
- Acropora branchi Riegl, 1995
- Acropora brueggemanni (Brook, 1893)
- Acropora bushyensis Veron and Wallace, 1984
- Acropora cardenae Wells, 1986
- Acropora carduus (Dana, 1846)
- Acropora caroliniana Nemenzo, 1976
- Acropora cerealis (Dana, 1846)
- Acropora cervicornis (Lamarck, 1816)
- Acropora chesterfieldensis Veron and Wallace, 1984
- Acropora clathrata (Brook, 1891)
- Acropora convexa
- Acropora copiosa Nemenzo, 1967
- Acropora crassa (Milne-Edwards and Haime, 1860)
- Acropora crateriformis (Gardiner, 1898)
- Acropora cuneata (Dana, 1846)
- Acropora cymbicyathus (Brook)
- Acropora cytherea (Dana, 1846)
- Acropora danai (Milne-Edwards and Haime, 1860)
- Acropora delicatula (Brook)
- Acropora dendrum (Bassett-Smith, 1890)
- Acropora derawaensis Wallace, 1997
- Acropora desalwii Wallace, 1994
- Acropora digitifera (Dana, 1846)
- Acropora divaricata (Dana, 1846)
- Acropora diversa (Brook)
- Acropora donei Veron and Wallace, 1984
- Acropora echinata (Dana, 1846)
- Acropora elegans (Milne-Edwards and Haime, 1860)
- Acropora elseyi (Brook, 1892)
- Acropora eurystoma (Klunzinger, 1879)
- Acropora exquisita Nemenzo, 1971
- Acropora florida (Dana, 1846)
- Acropora formosa (Dana, 1846)
- Acropora gemmifera (Brook, 1892)
- Acropora glauca (Brook, 1893)
- Acropora grandis (Brook, 1892)
- Acropora granulosa (Milne-Edwards and Haime, 1860)
- Acropora halmaherae Wallace and Wolstenholme, 1998
- Acropora hemprichii (Ehrenberg, 1834)
- Acropora hoeksemai Wallace, 1997
- Acropora horrida (Dana, 1846)
- Acropora humilis (Dana, 1846)
- Acropora hyacinthus (Dana, 1846)
- Acropora indiana Wallace, 1994
- Acropora indonesia Wallace, 1997
- Acropora insignis Nemenzo, 1967
- Acropora intermedia (Brook, 1891)
- Acropora irregularis (Brook, 1892)
- Acropora jacquelinae Wallace, 1994
- Acropora kirstyae Veron and Wallace, 1984
- Acropora kosurini Wallace, 1994
- Acropora latistella (Brook, 1892)
- Acropora listeri (Brook, 1893)
- Acropora loisetteae Wallace, 1994
- Acropora lokani Wallace, 1994
- Acropora longicyathus (Milne-Edwards and Haime, 1860)
- Acropora loripes (Brook, 1892)
- Acropora lovelli Veron and Wallace, 1984
- Acropora lutkeni Crossland, 1952
- Acropora magnifica Nemenzo, 1971
- Acropora microclados (Ehrenberg, 1834)
- Acropora microphthalma (Verrill, 1869)
- Acropora millepora (Ehrenberg, 1834)
- Acropora mirabilis Quelch, 1886
- Acropora monticulosa (Brueggemann, 1879)
- Acropora mossambica Riegl, 1995
- Acropora multiacuta Nemenzo, 1967
- Acropora nana (Studer, 1878)
- Acropora nasuta (Dana, 1846)
- Acropora natalensis Riegl, 1995
- Acropora nobilis (Dana, 1846)
- Acropora ocellata (Klunzinger, 1879)
- Acropora palmata (Lamarck, 1816)
- Acropora palmerae Wells, 1954
- Acropora paniculata Verrill, 1902
- Acropora parilis Quelch, 1886
- Acropora pharaonis (Milne-Edwards and Haime, 1860)
- Acropora plantaginea (Lamarck, 1816)
- Acropora plumosa Wallace and Wolstenholme, 1998
- Acropora pocilloporina Wallace, 1994
- Acropora polystoma (Brook, 1891)
- Acropora prolifera (Lamarck, 1816)
- Acropora pruinosa (Brook, 1893)
- Acropora pulchra (Brook, 1891)
- Acropora rambleri Bassett-Smith, 1890
- Acropora reticulata (Brook, 1893)
- Acropora robusta (Dana, 1846)
- Acropora rosaria (Dana, 1846)
- Acropora rudis (Rehberg, 1892)
- Acropora russelli Wallace, 1994
- Acropora sabulata (Dana, 1846)
- Acropora samoensis (Brook, 1891)
- Acropora sarmentosa (Brook, 1892)
- Acropora schmitti Wells, 1950
- Acropora secale (Studer, 1878)
- Acropora sekiseiensis Veron, 1990
- Acropora selago (Studer, 1878)
- Acropora simplex Wallace and Wolstenholme, 1998
- Acropora solitaryensis Veron and Wallace, 1984
- Acropora sordiensis Riegl, 1995
- Acropora spicifera (Dana, 1846)
- Acropora splendida Nemonzo
- Acropora squarrosa (Ehrenberg, 1834)
- Acropora stoddarti Pillai and Scheer, 1976
- Acropora striata (Verrill, 1866)
- Acropora subglabra (Brook, 1891)
- Acropora subulata (Dana, 1846)
- Acropora suharsonoi Wallace, 1994
- Acropora sukarnoi Wallace, 1997
- Acropora surculosa (Dana, 1846)
- Acropora tanegashimensis Veron, 1990
- Acropora tenella (Brook, 1892)
- Acropora tenuis (Dana, 1846)
- Acropora teres (Verrill, 1866)
- Acropora togianensis Wallace, 1997
- Acropora torihalimeda Wallace, 1994
- Acropora tortuosa (Dana, 1846)
- Acropora tumida Verrill, 1866
- Acropora turaki Wallace, 1994
- Acropora valenciennesi (Milne-Edwards and Haime, 1860)
- Acropora valida (Dana, 1846)
- Acropora variabilis (Klunzinger, 1879)
- Acropora vaughani Wells, 1954
- Acropora verweyi Veron and Wallace, 1984
- Acropora wallacea Veron, 1990
- Acropora willisae Veron and Wallace, 1984
- Acropora yongei Veron and Wallace, 1984

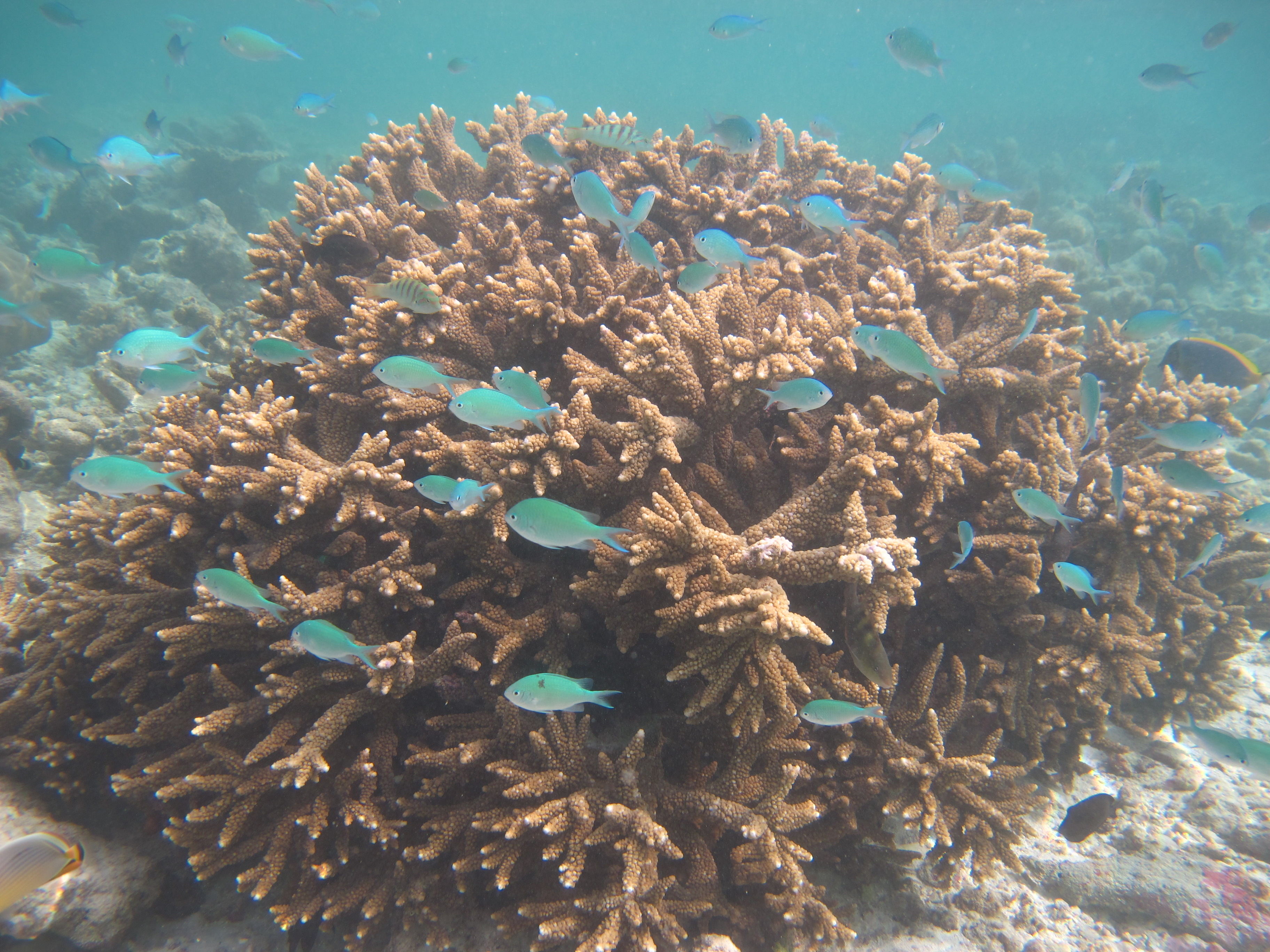
Acropora austera
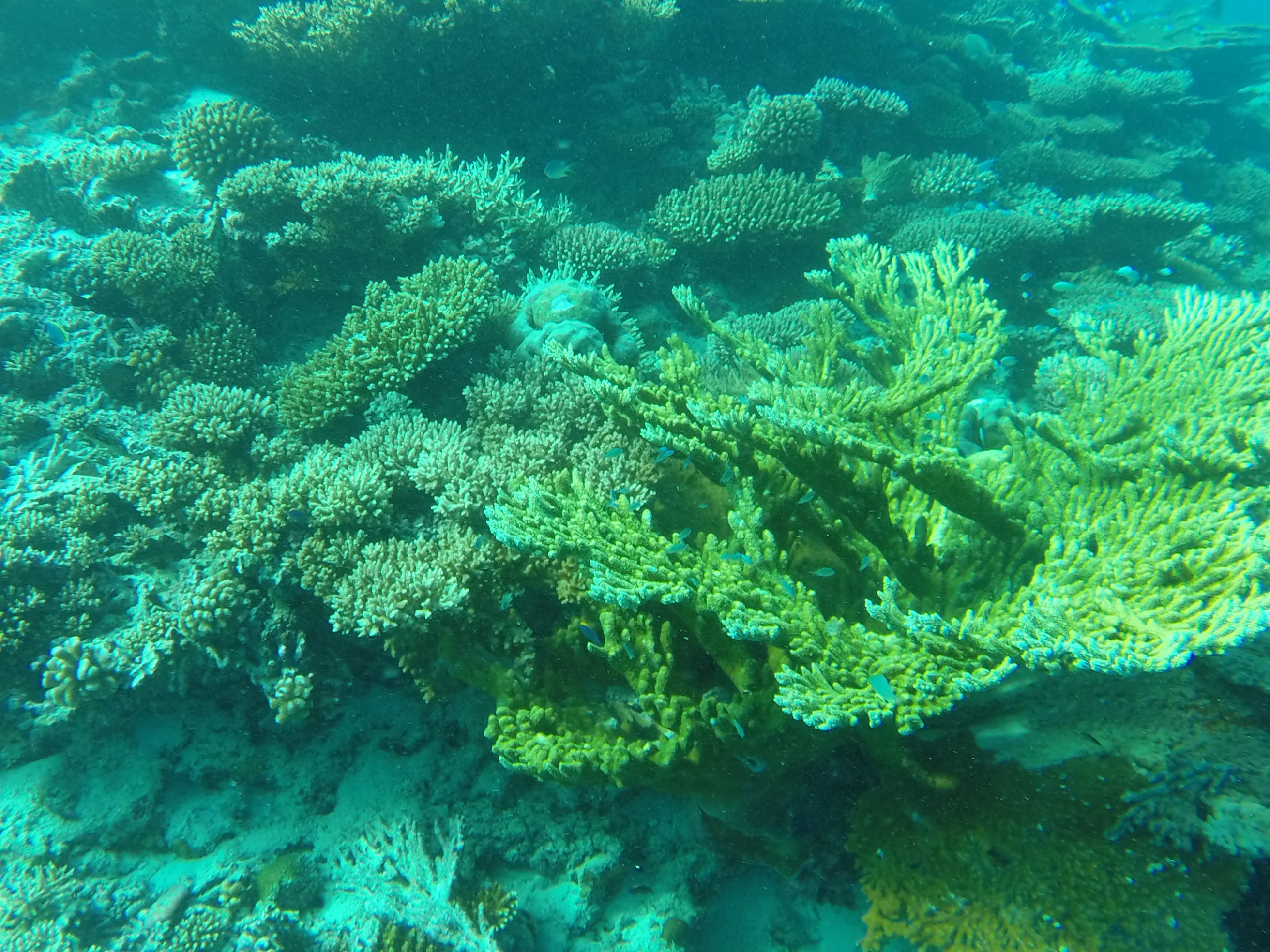
Acropora clathrata
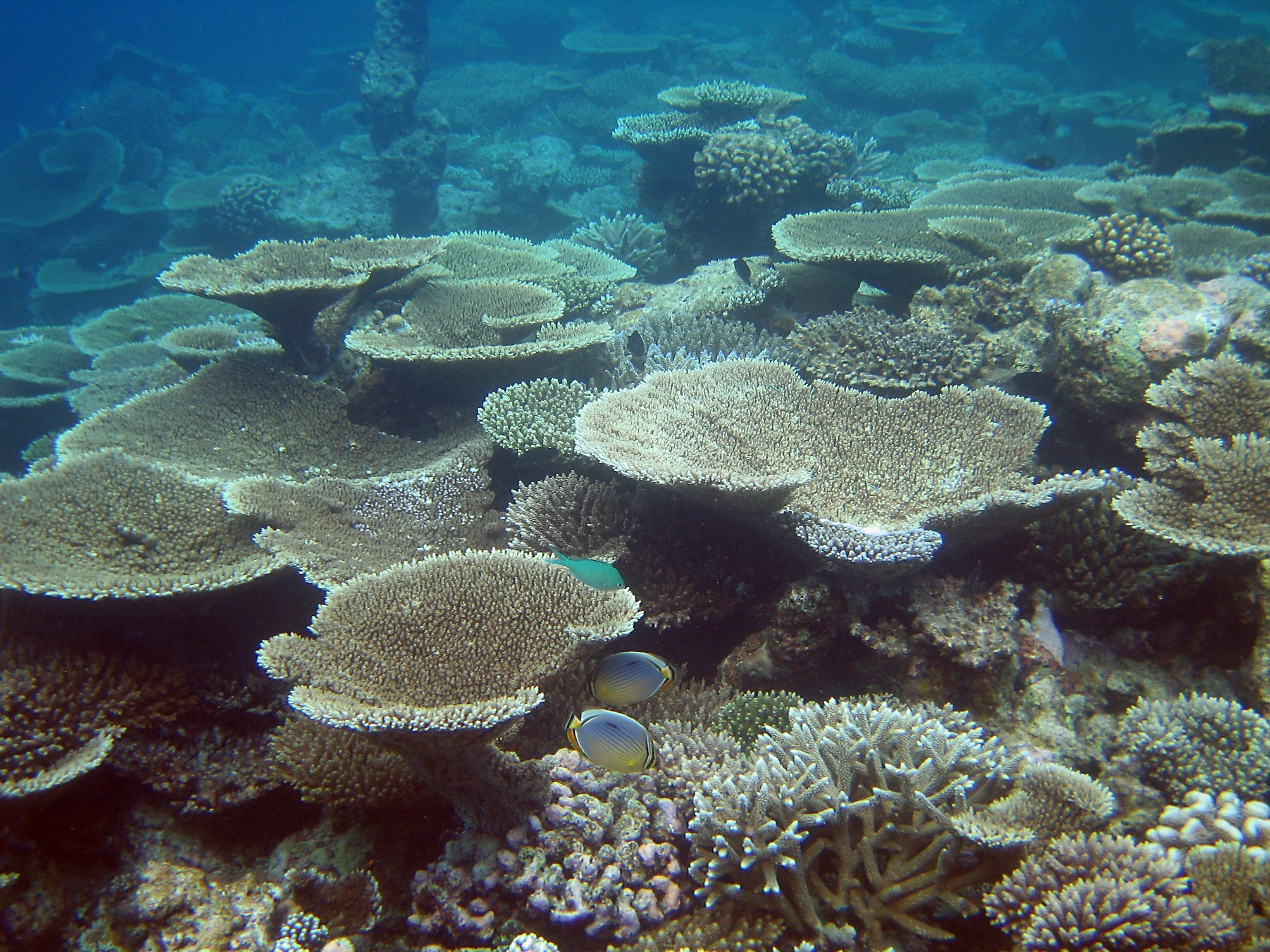
Acropora cytherea
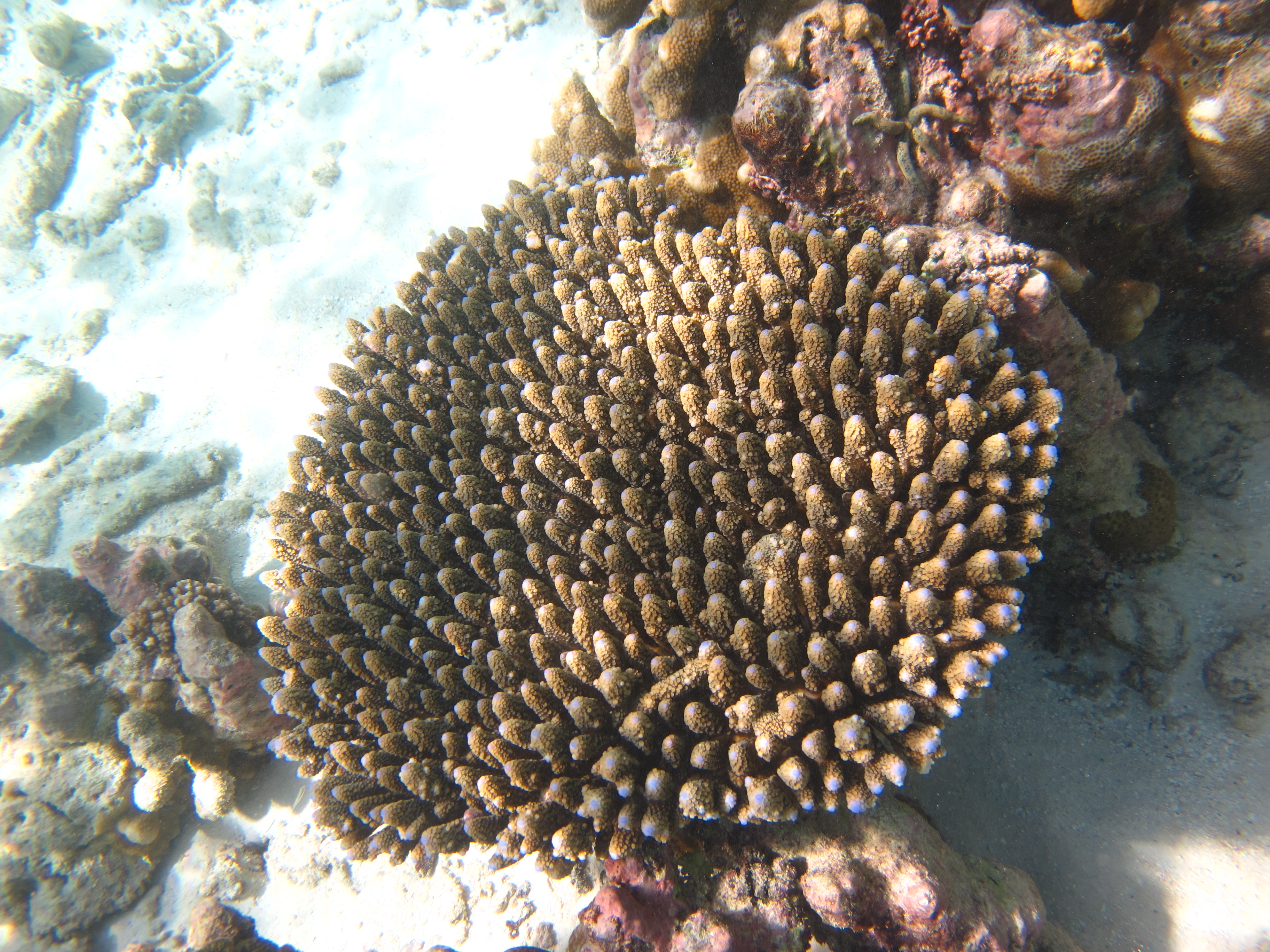
Acropora digitifera
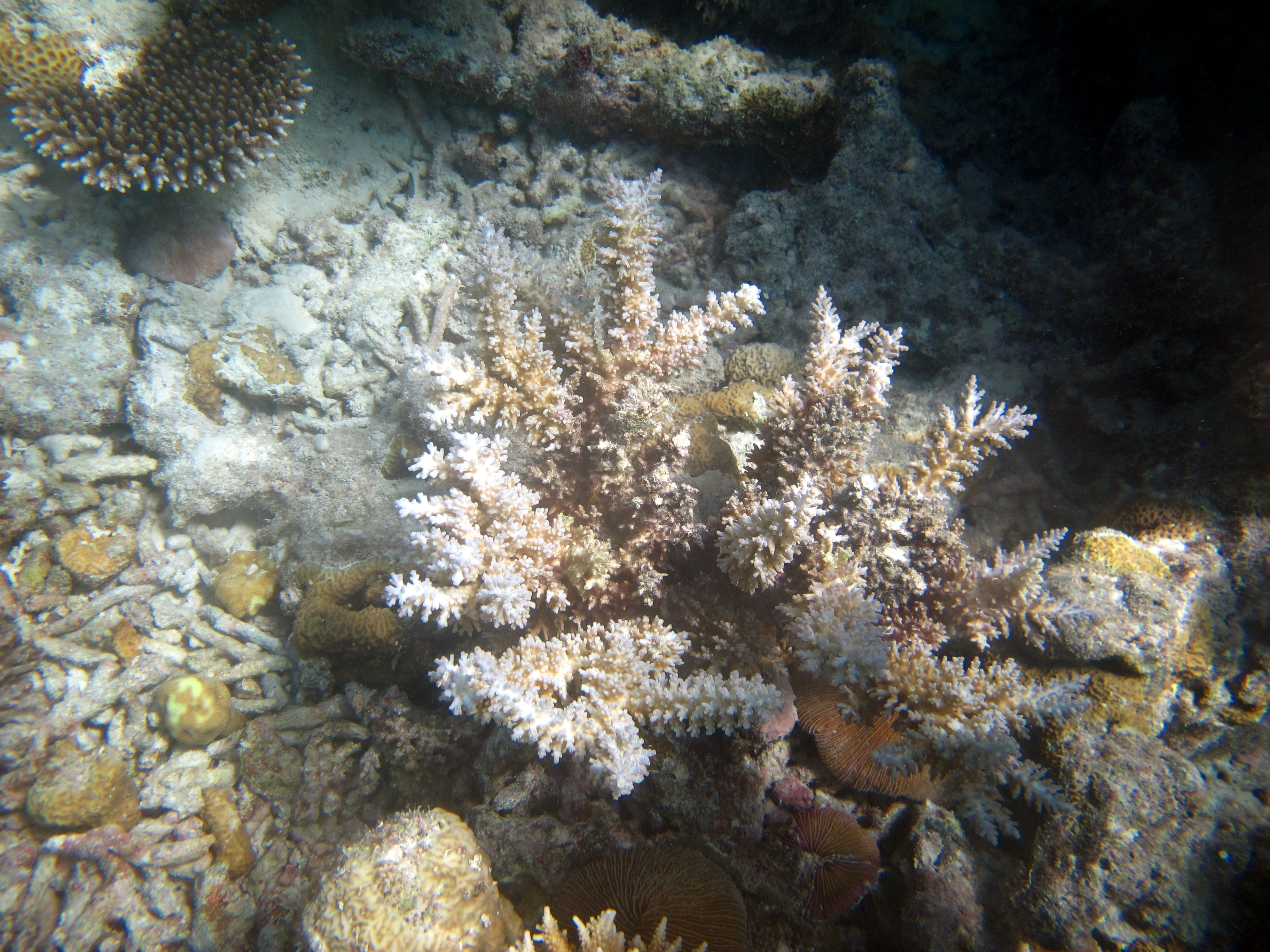
Acropora echinata
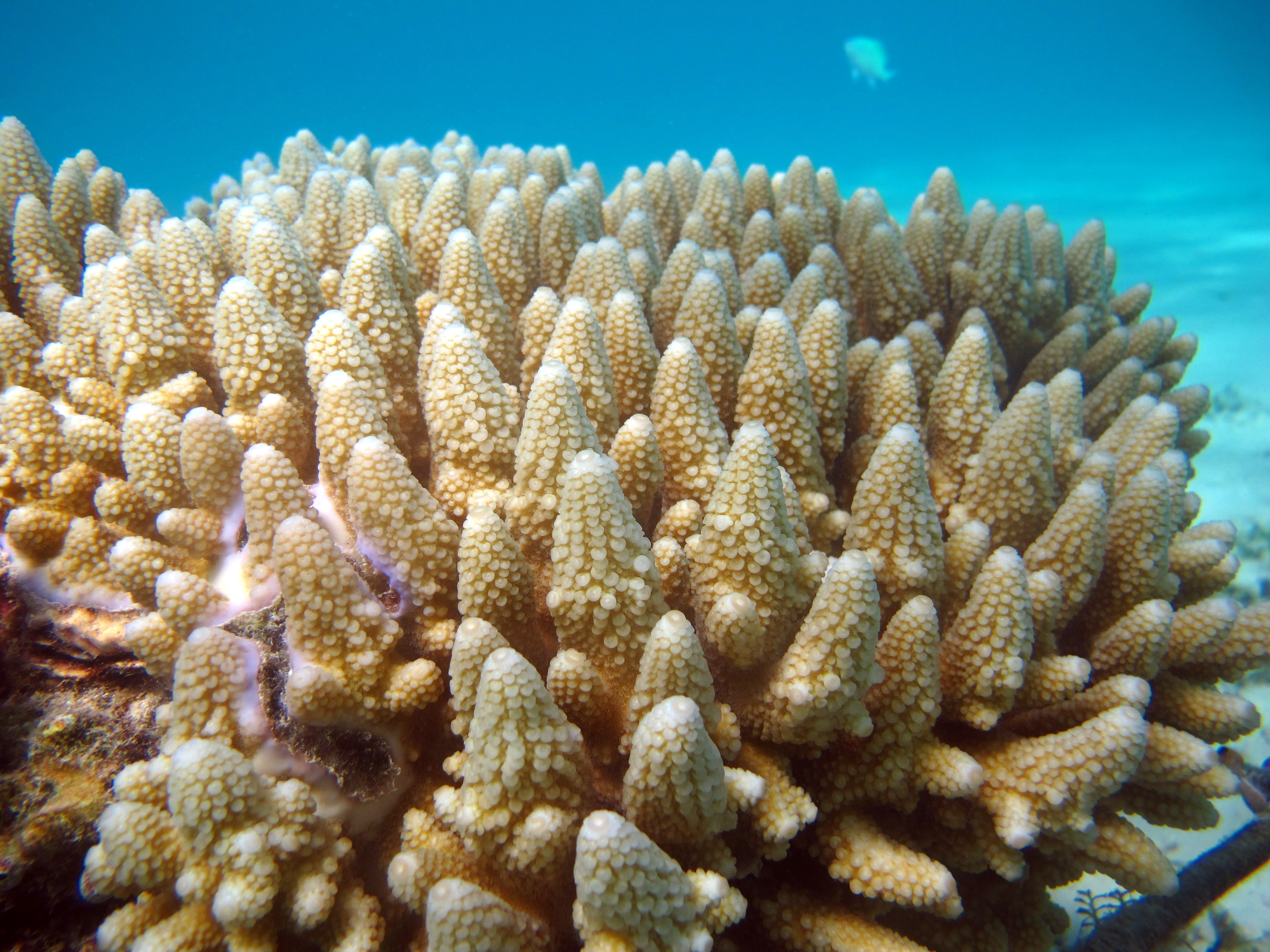
Acropora gemmifera
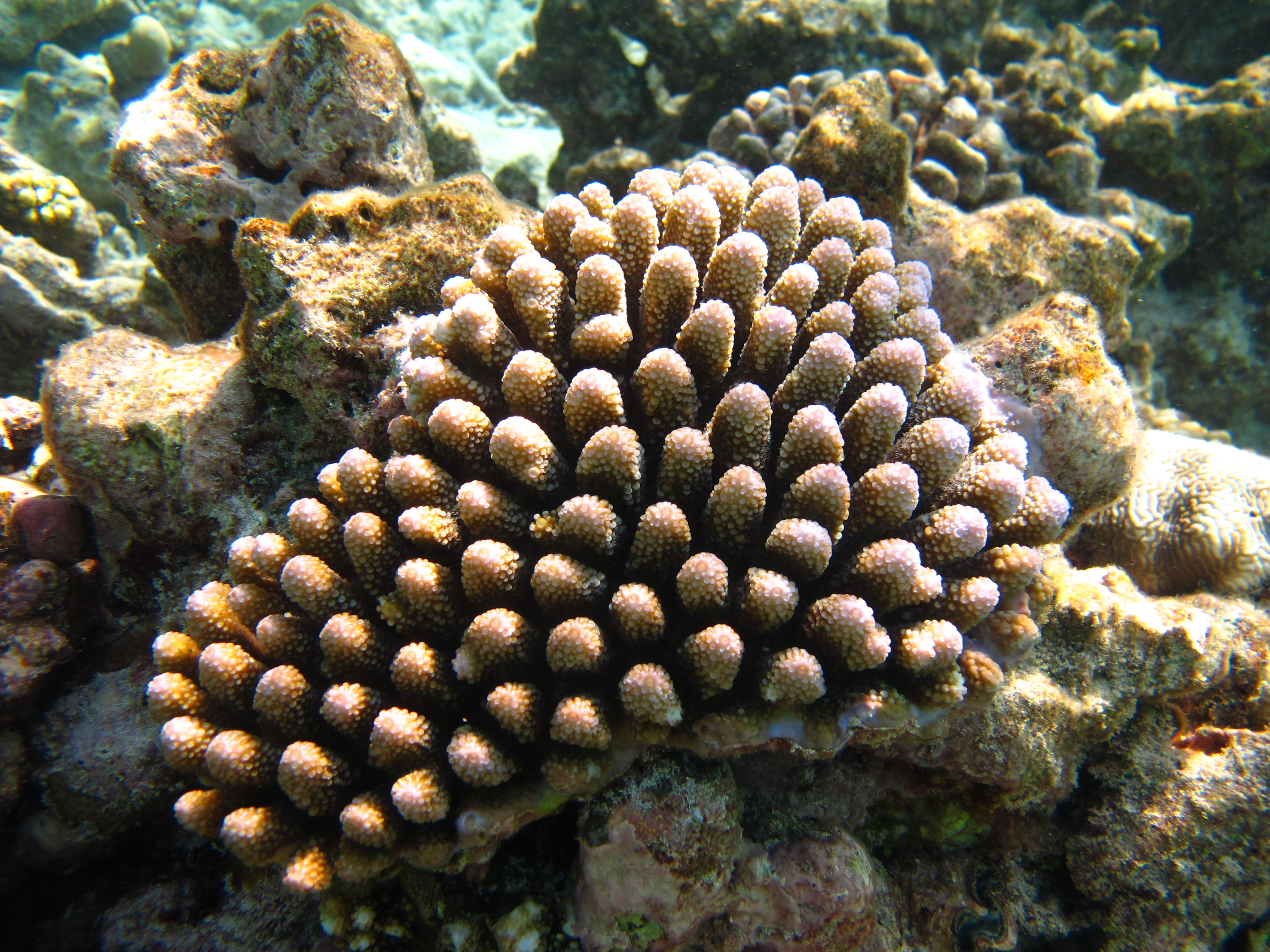
Acropora globiceps
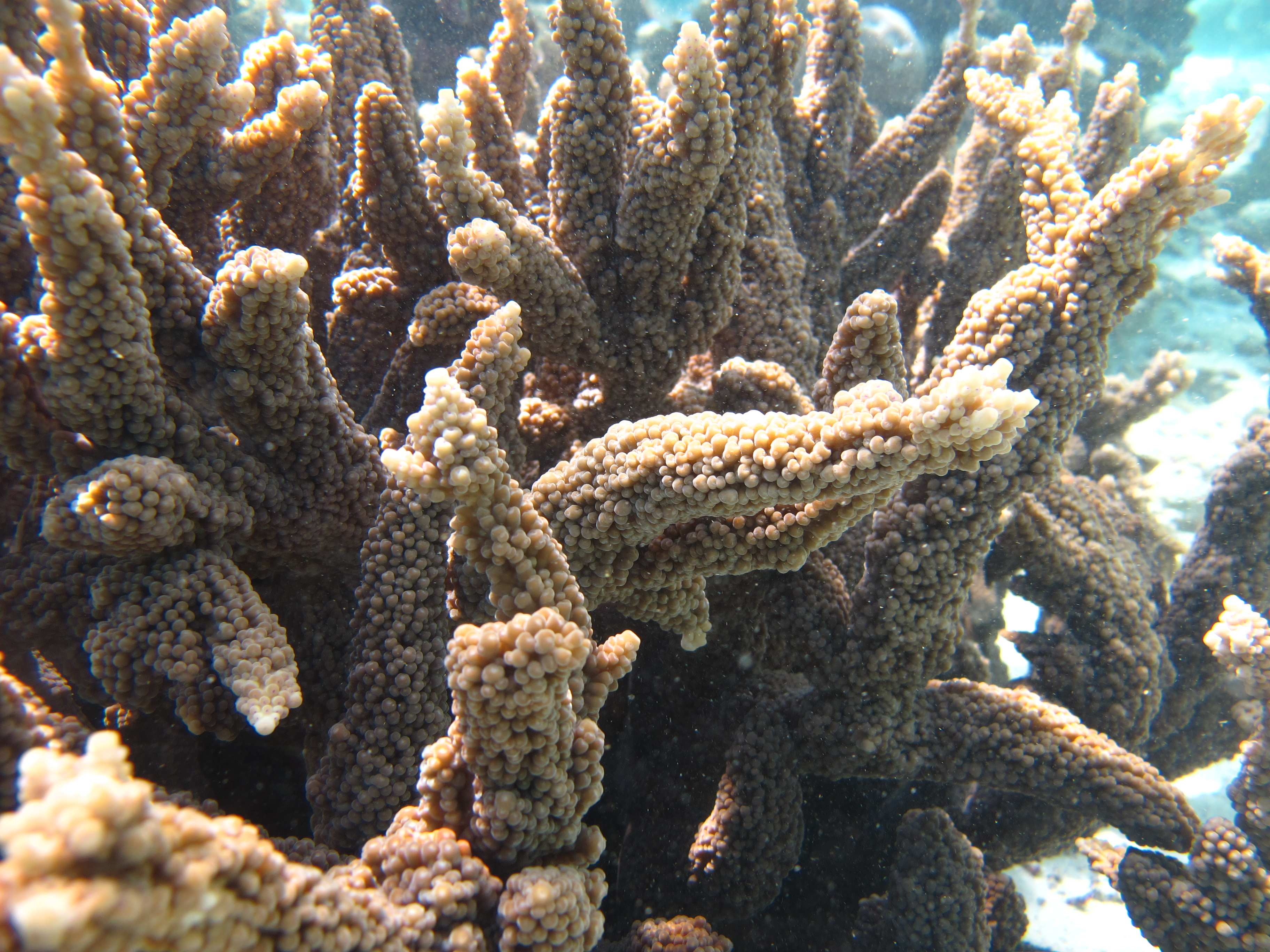
Acropora hemprichii
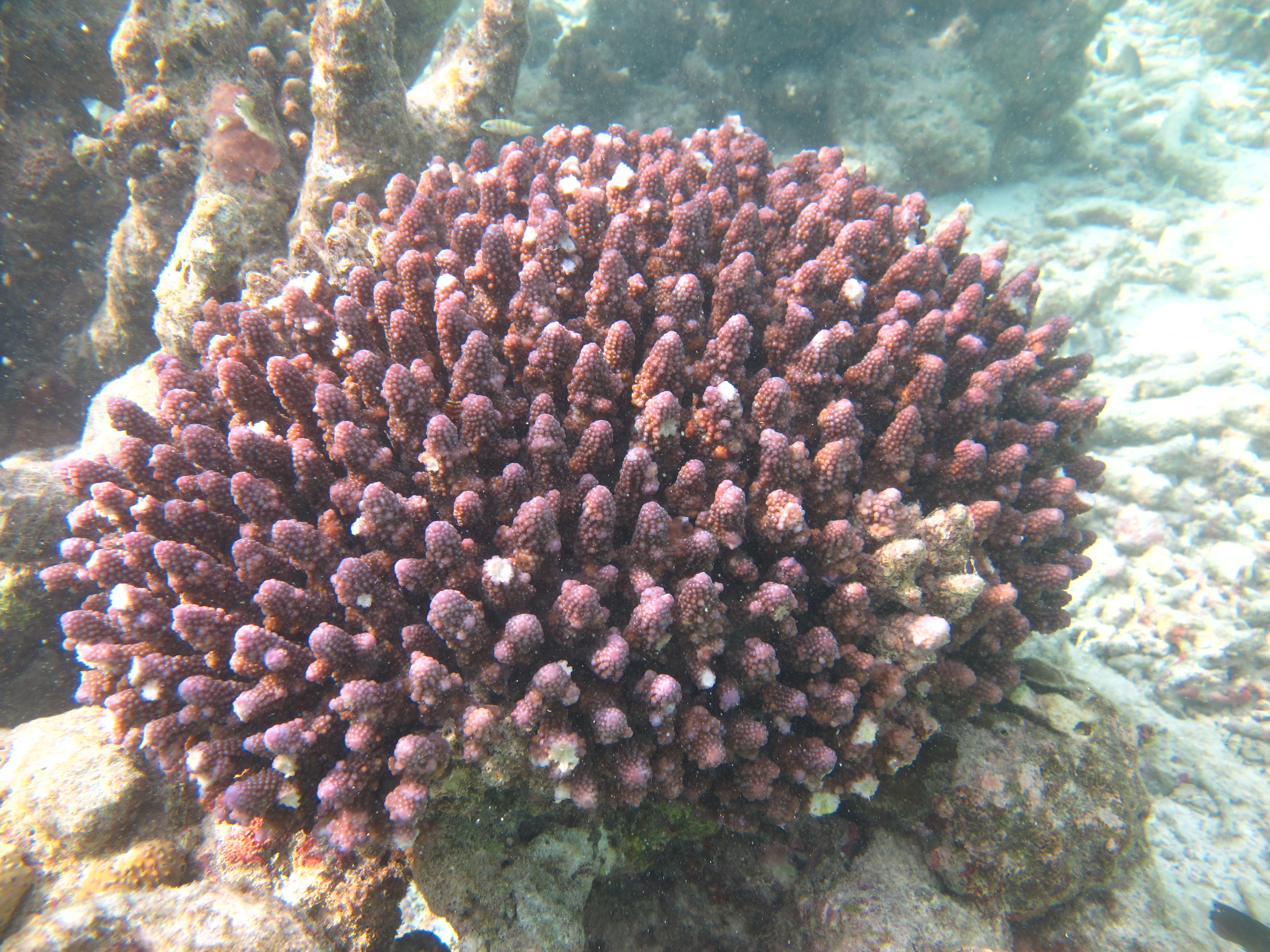
Acropora humilis
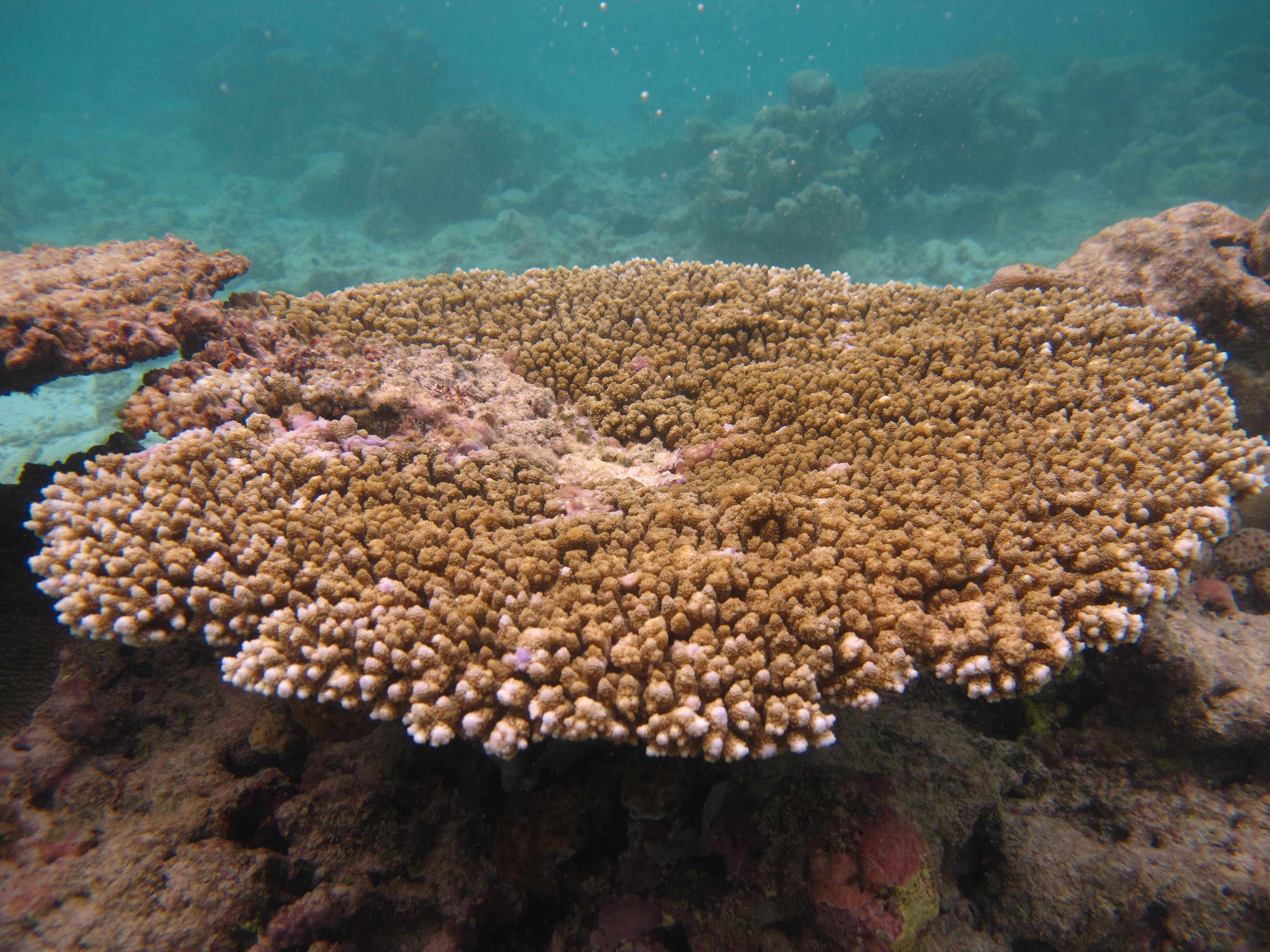
Acropora hyacinthus
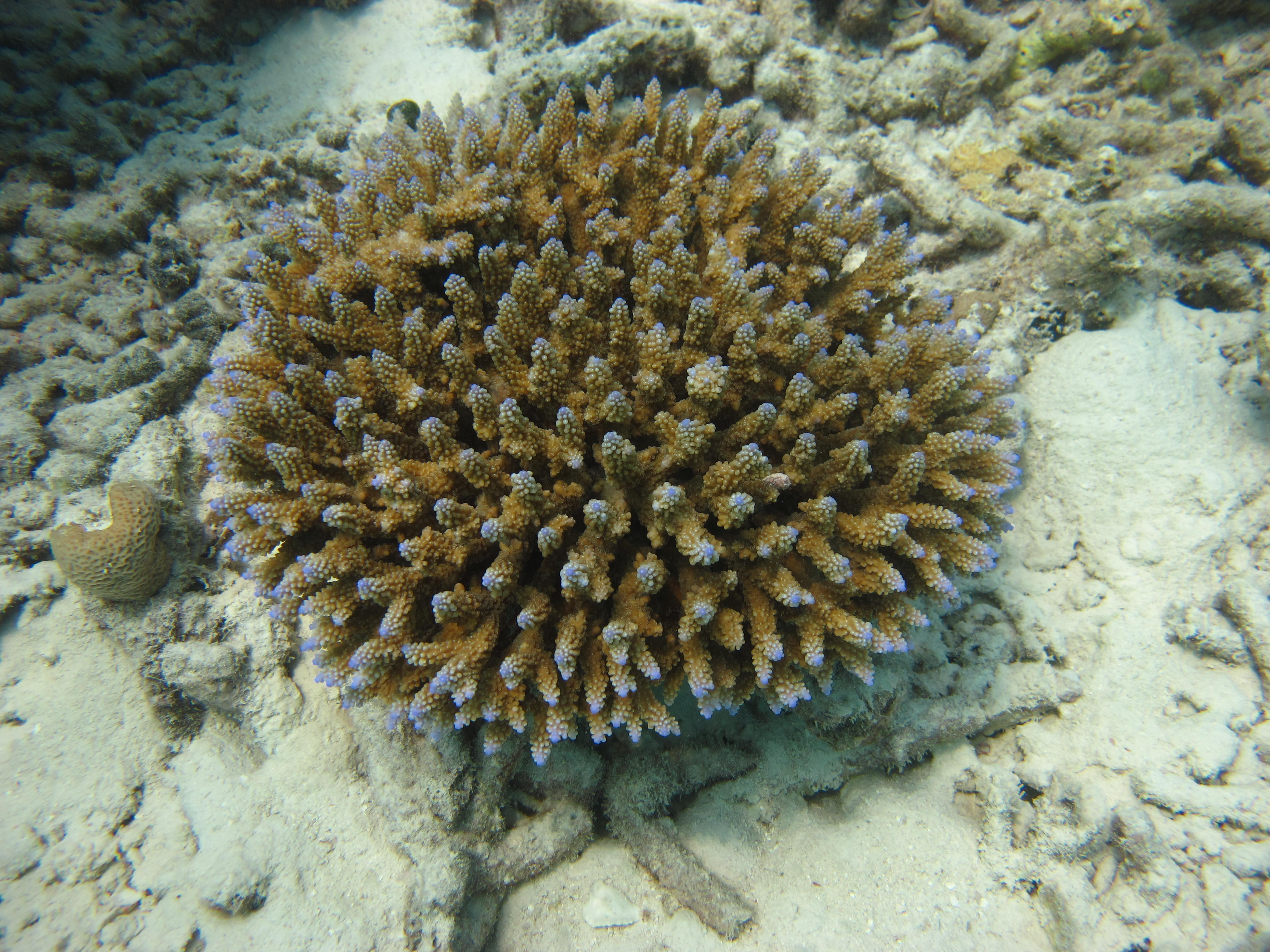
Acropora latistella
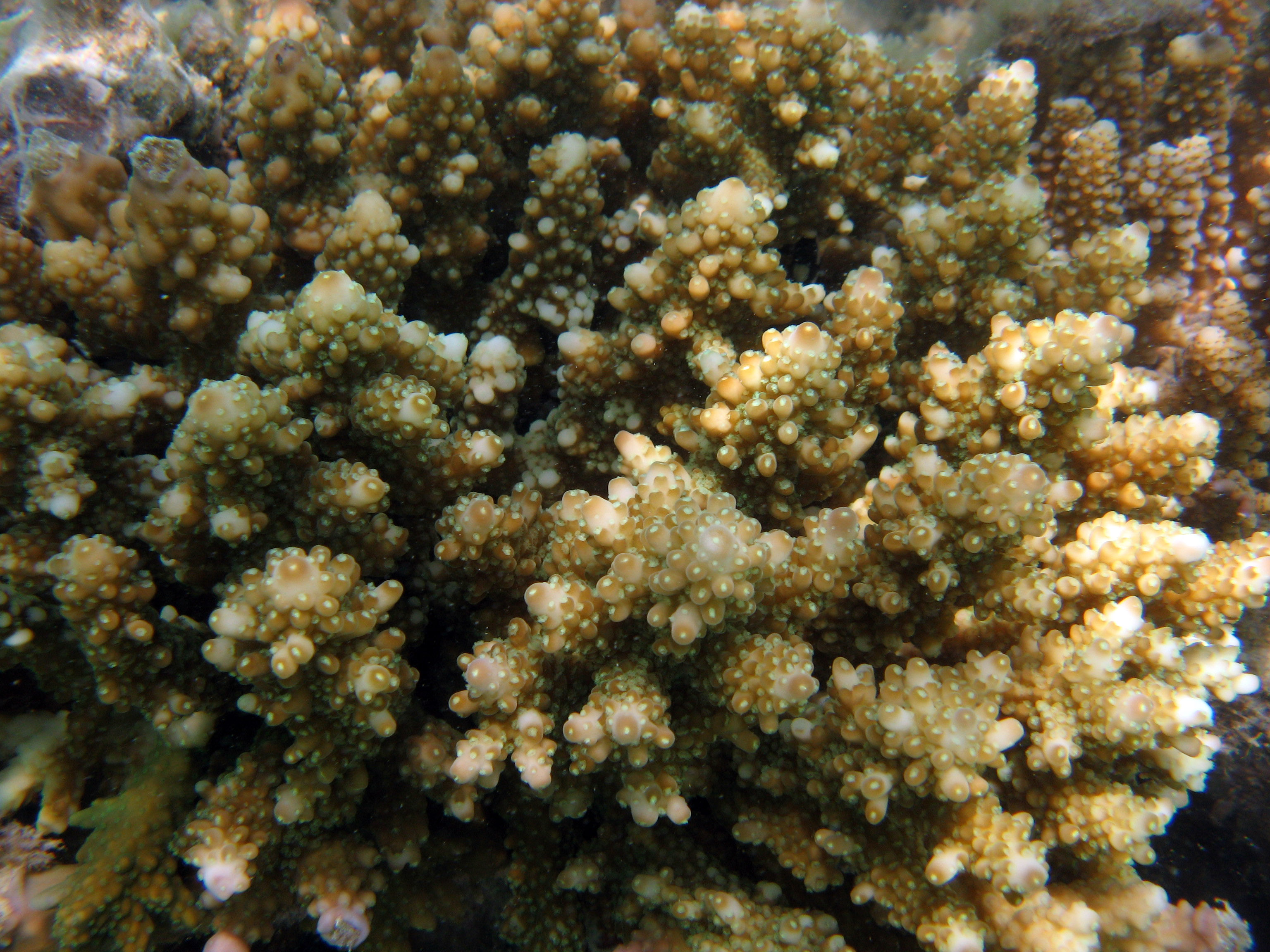
Acropora listeri
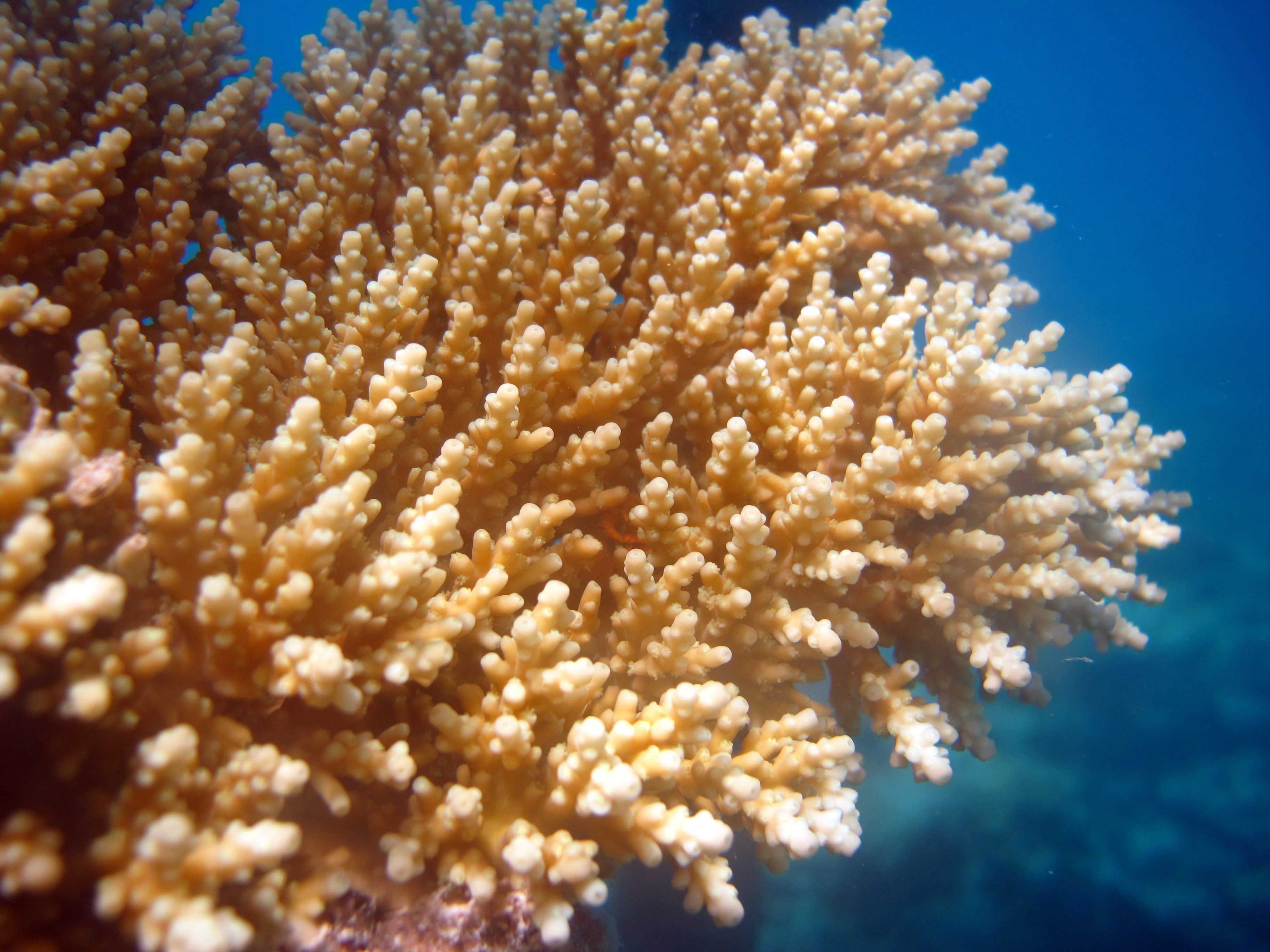
Acropora loripes
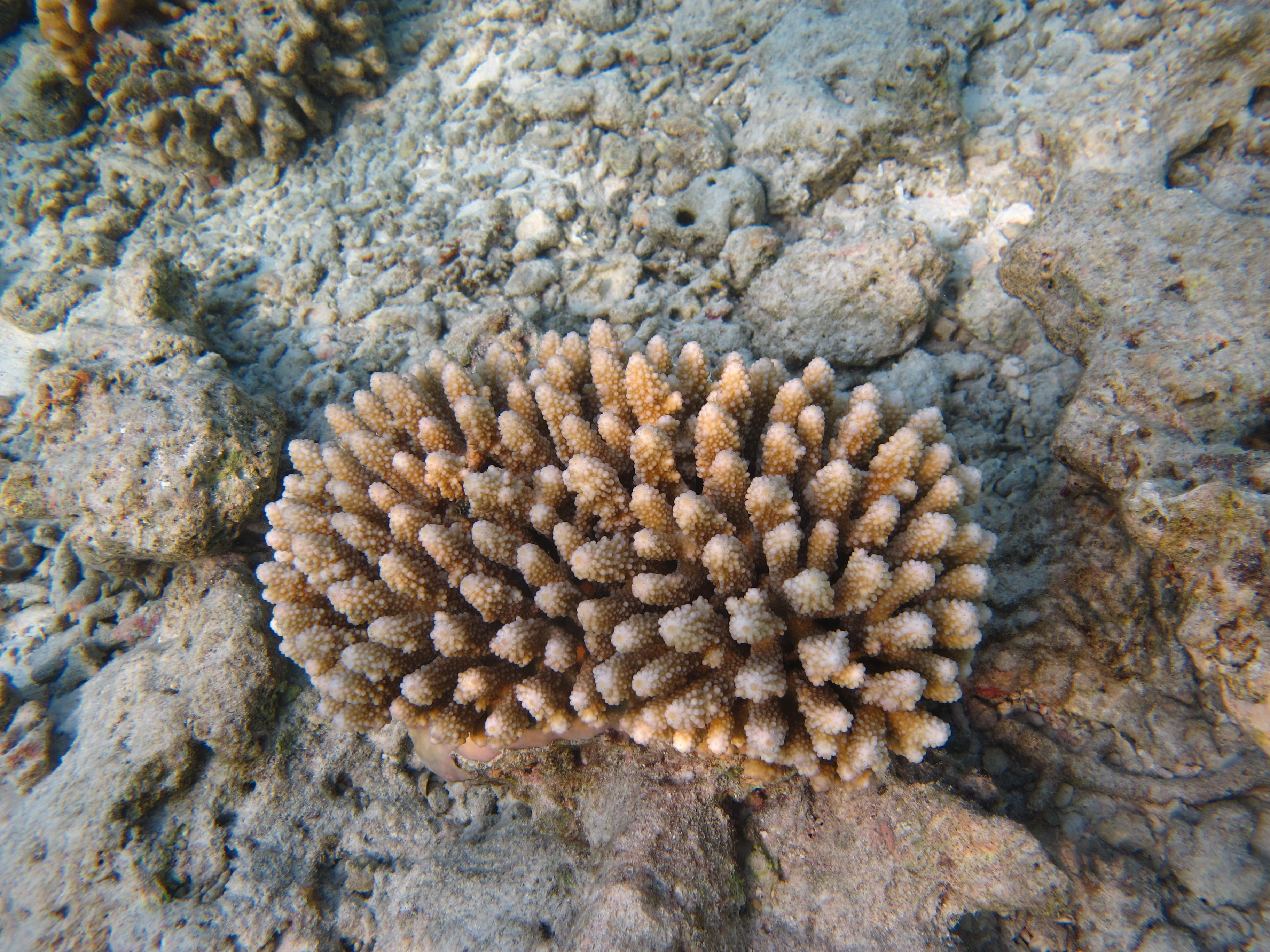
Acropora lutkeni
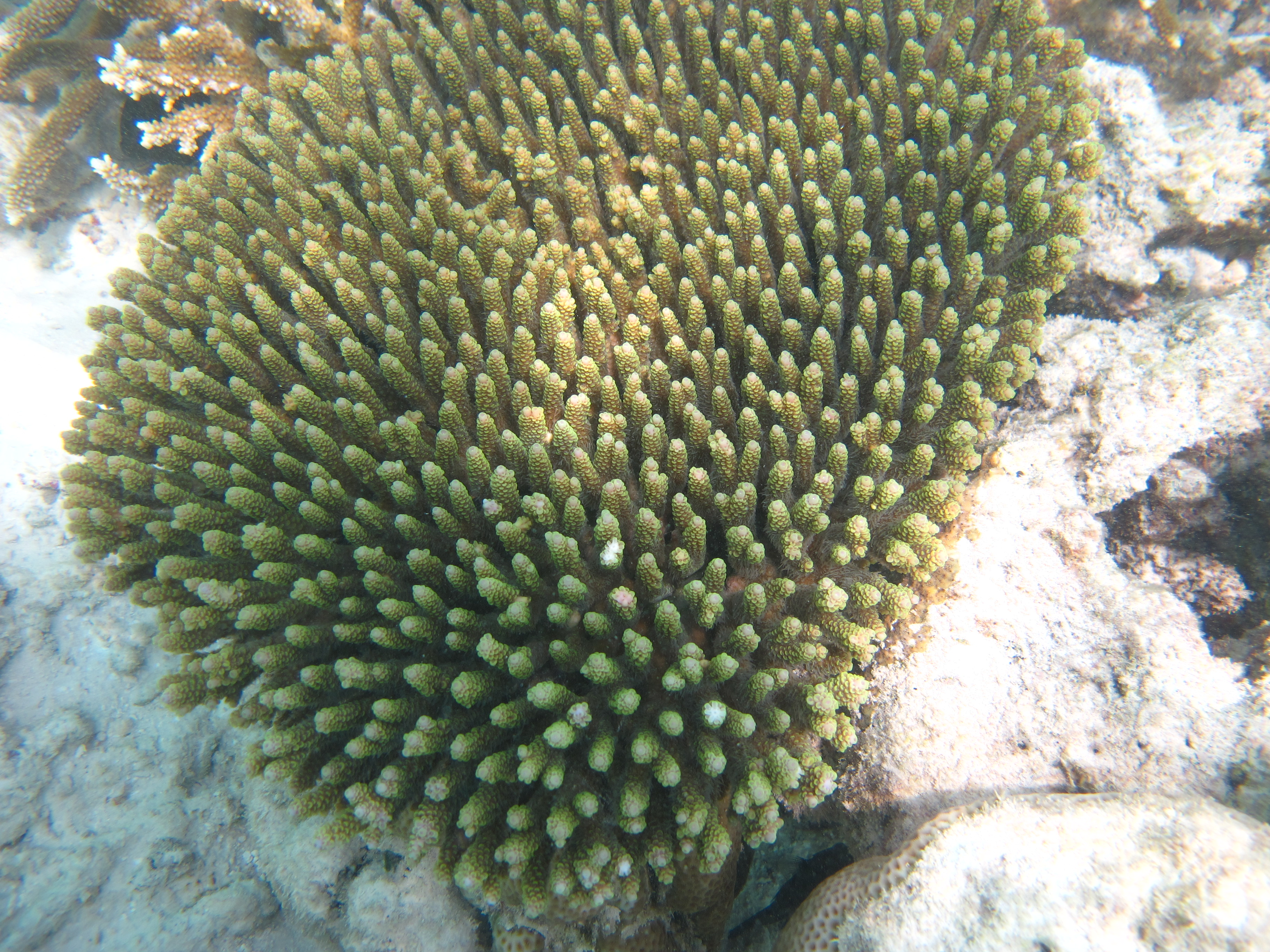
Acropora millepora
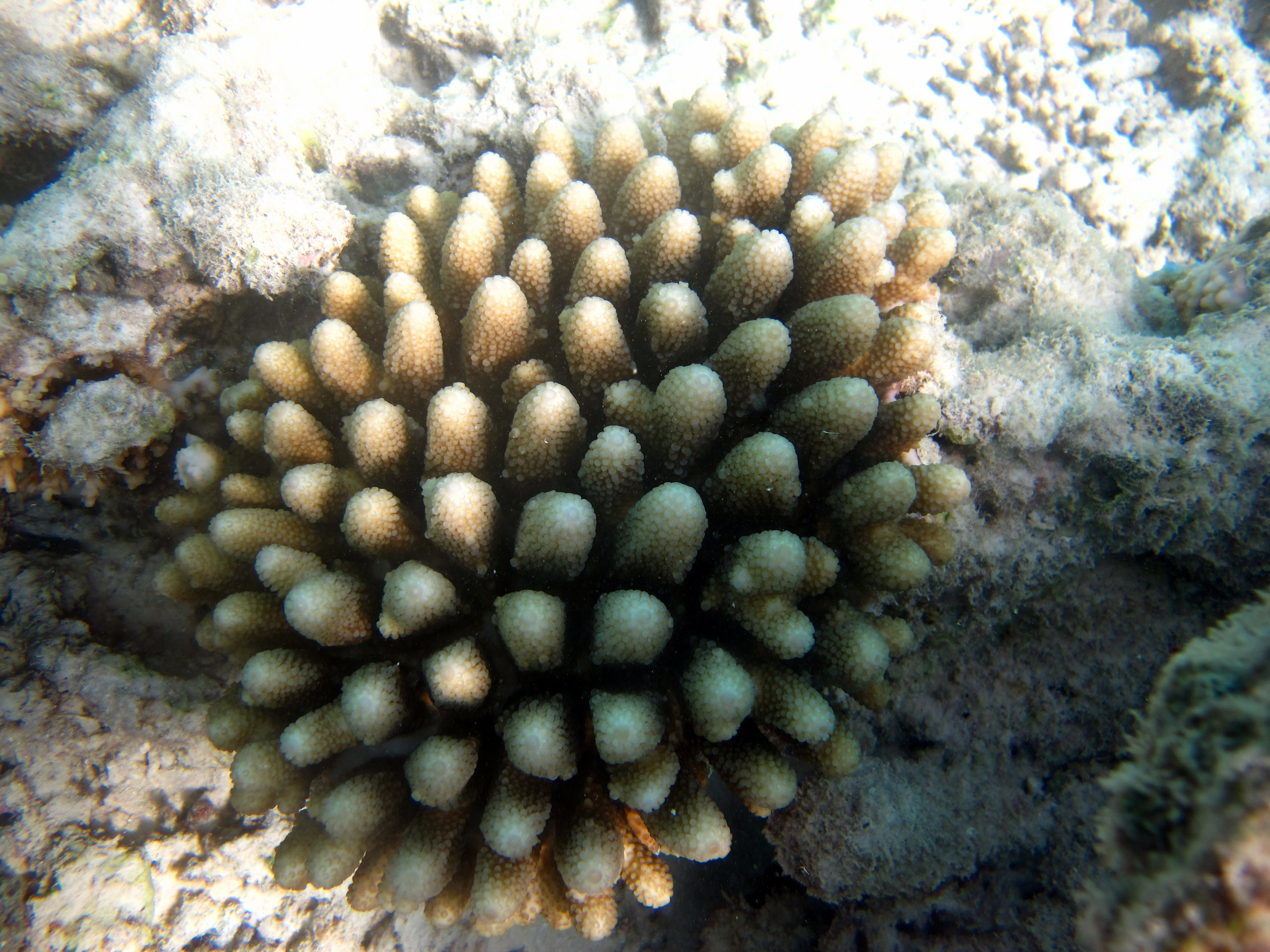
Acropora monticulosa
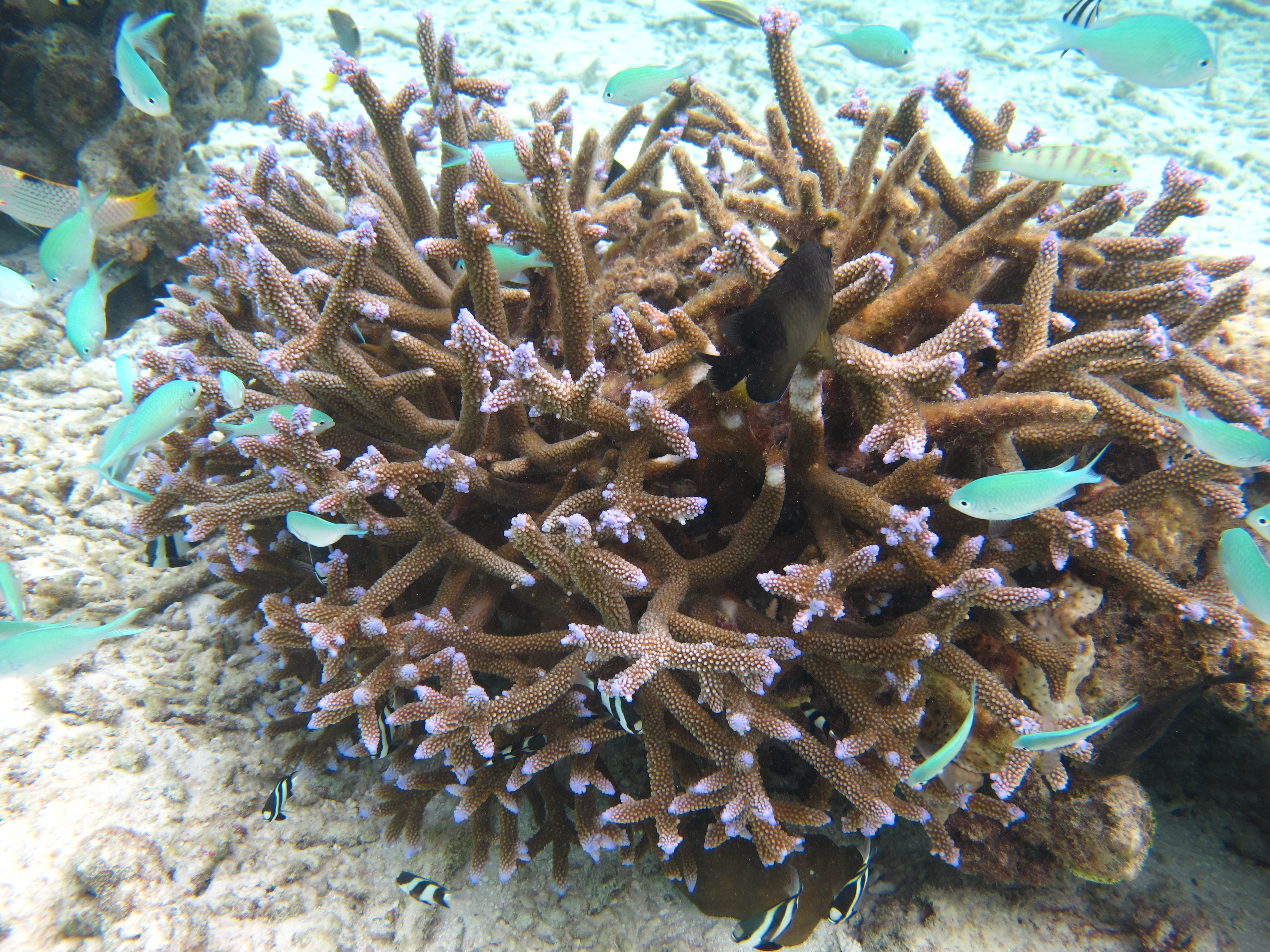
Acropora muricata
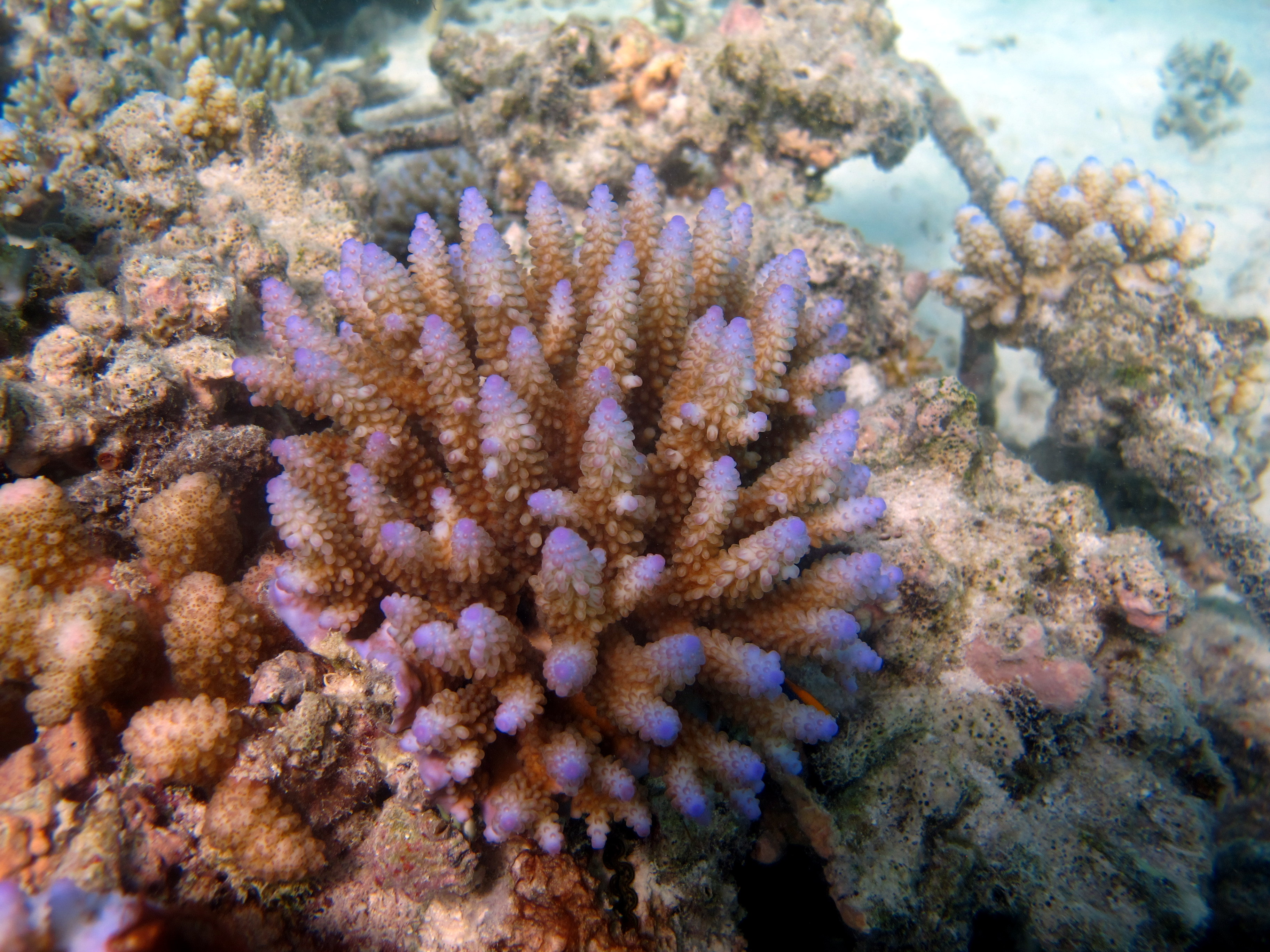
Acropora nasuta
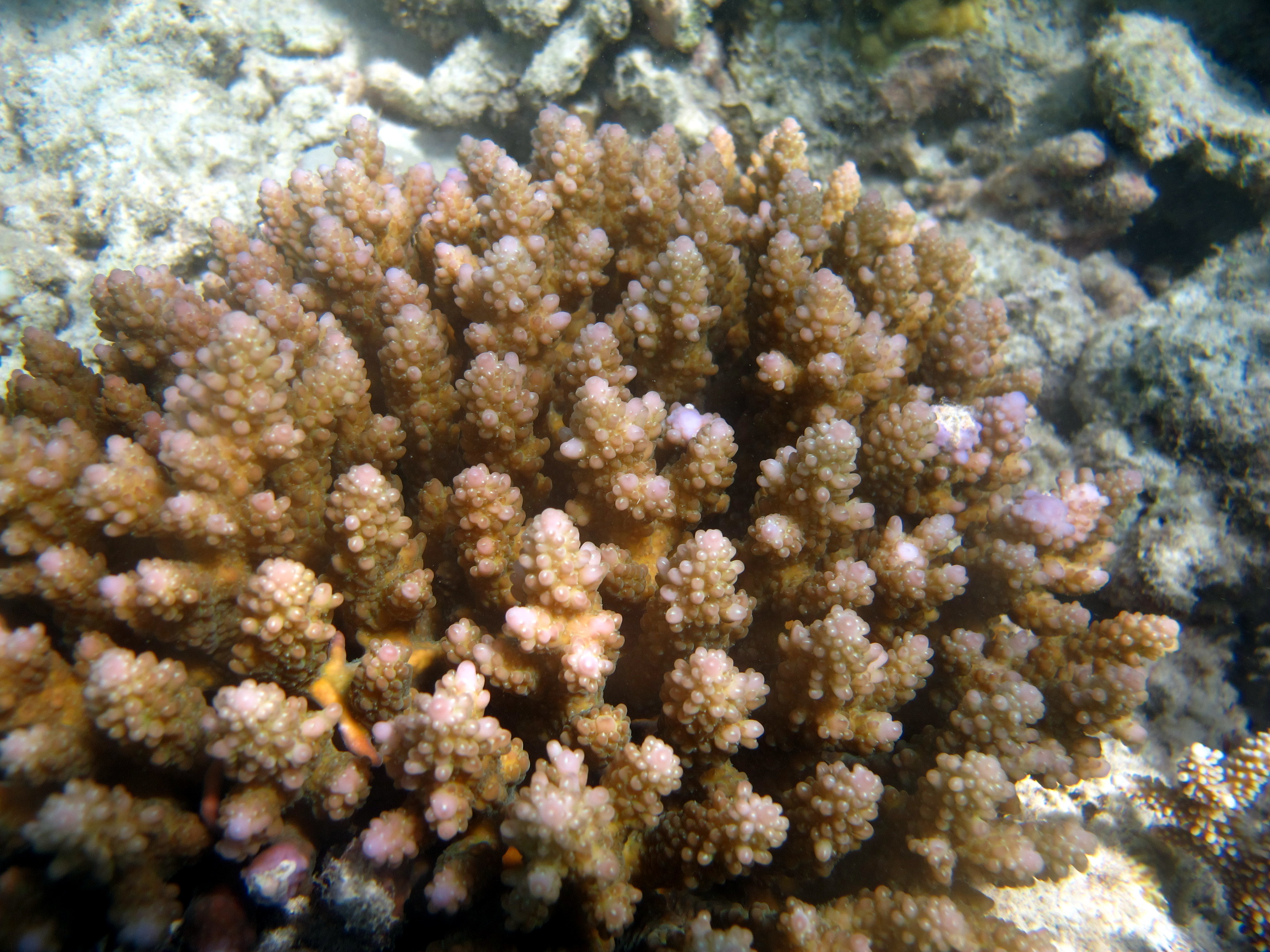
Acropora polystoma
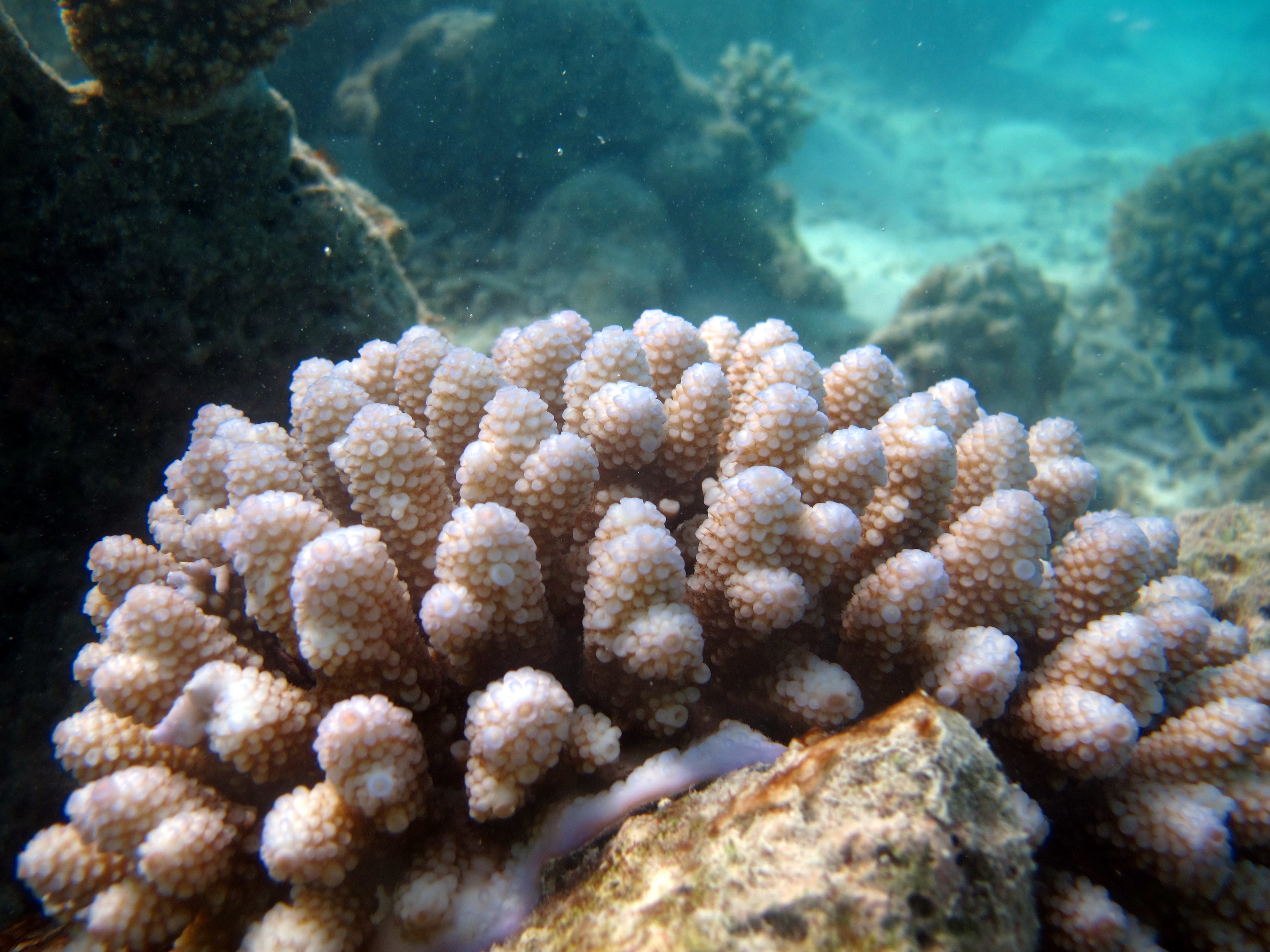
Acropora retusa
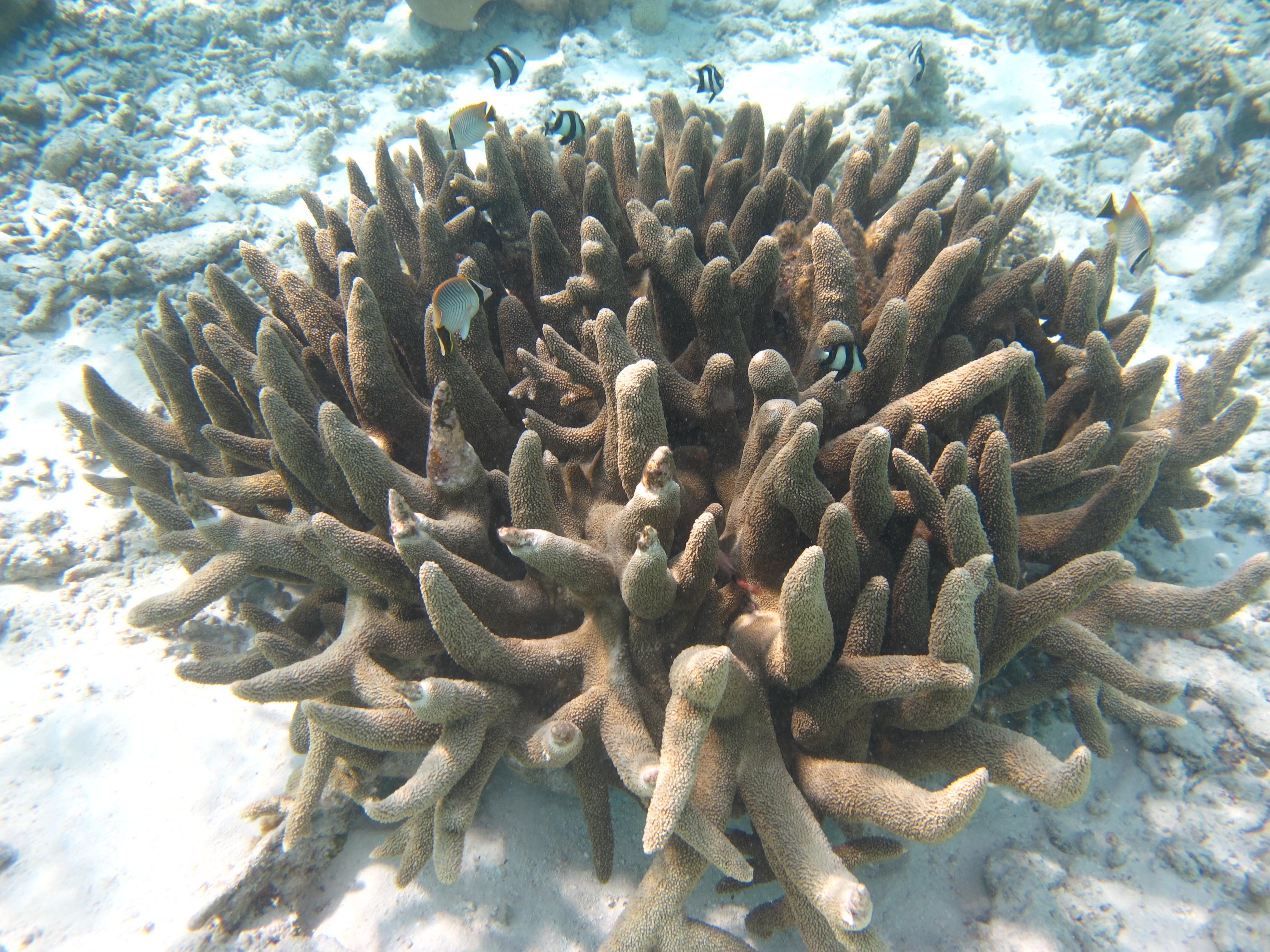
Acropora robusta
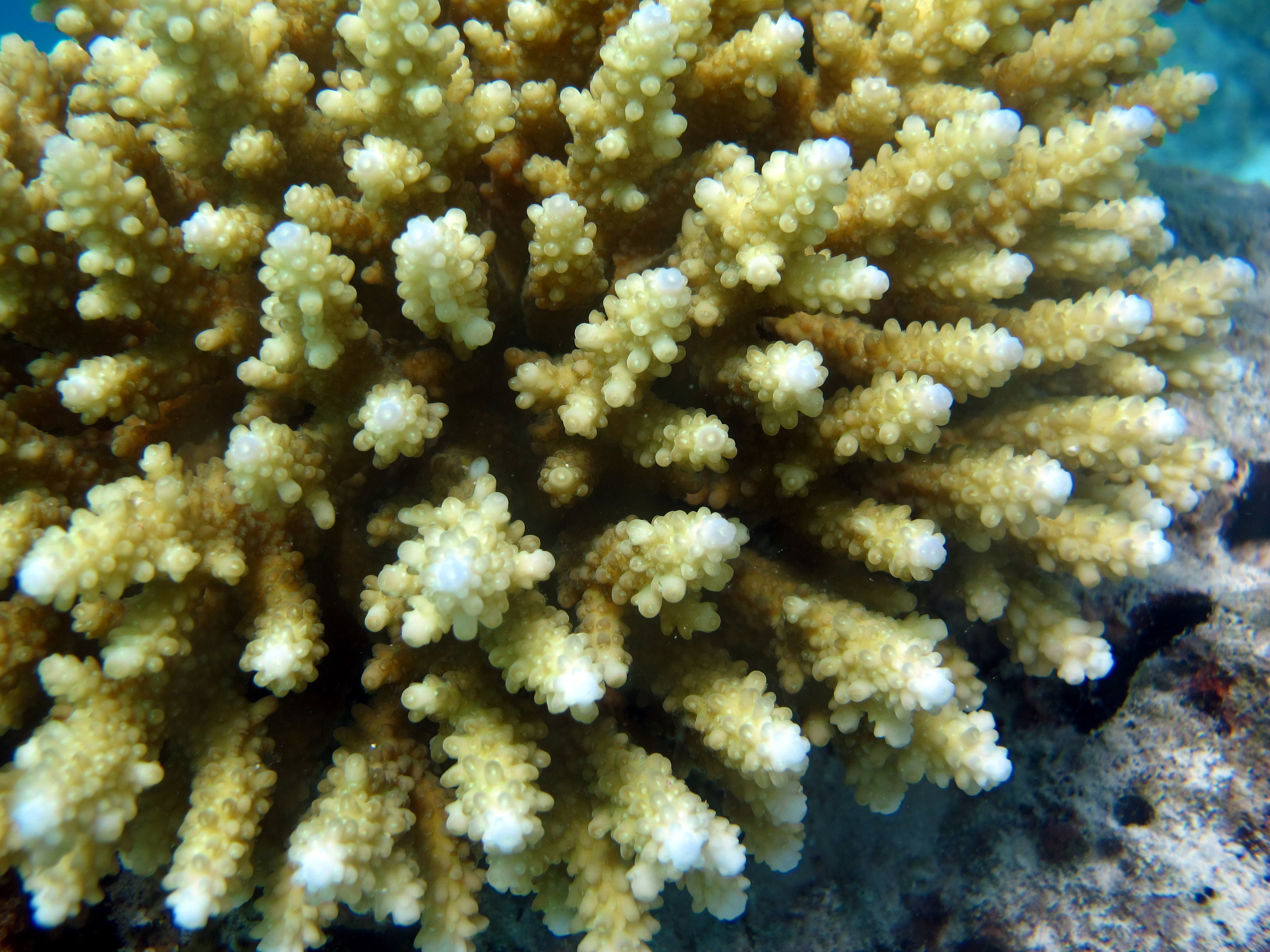
Acropora rosaria
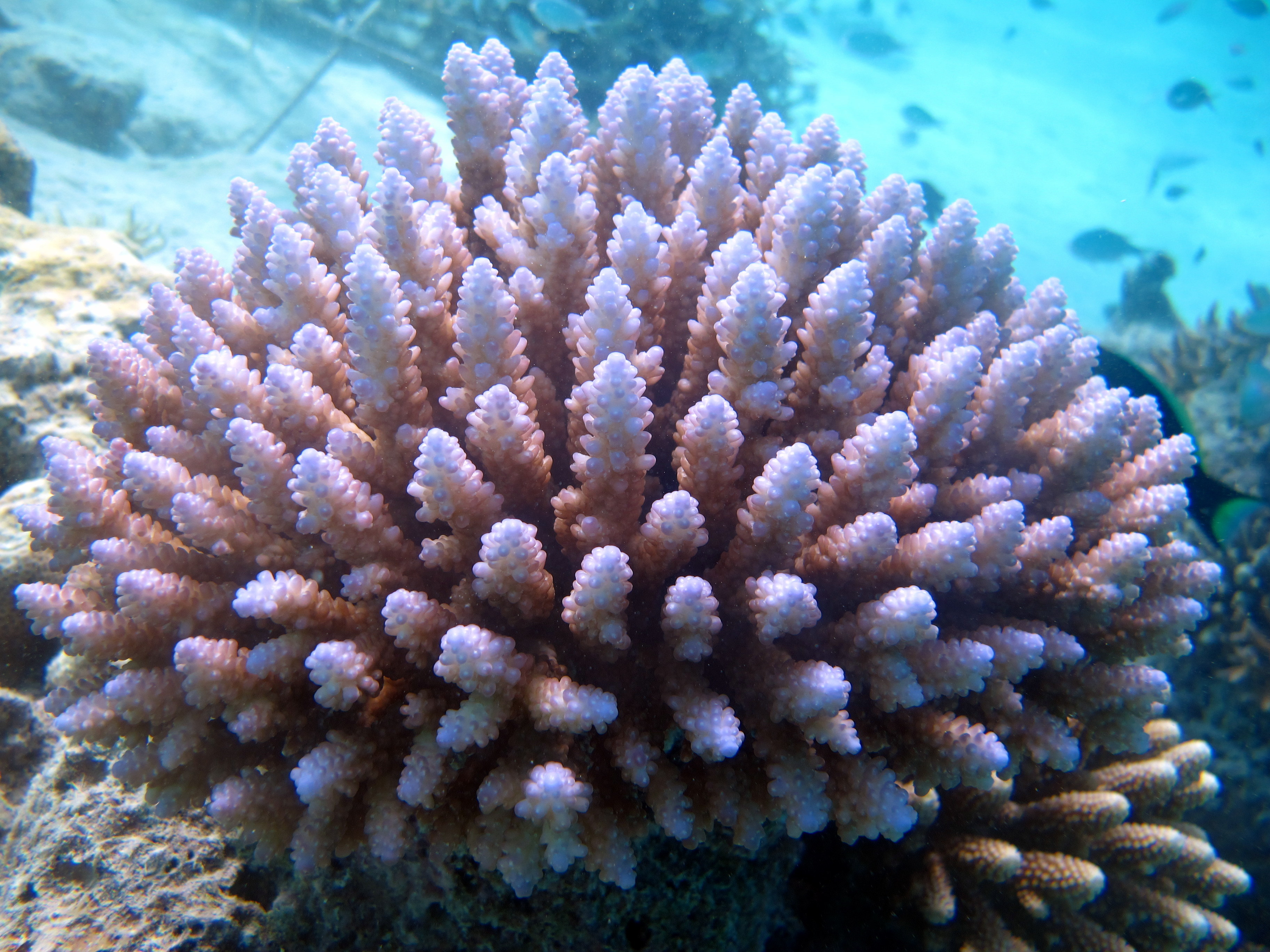
Acropora sarmentosa
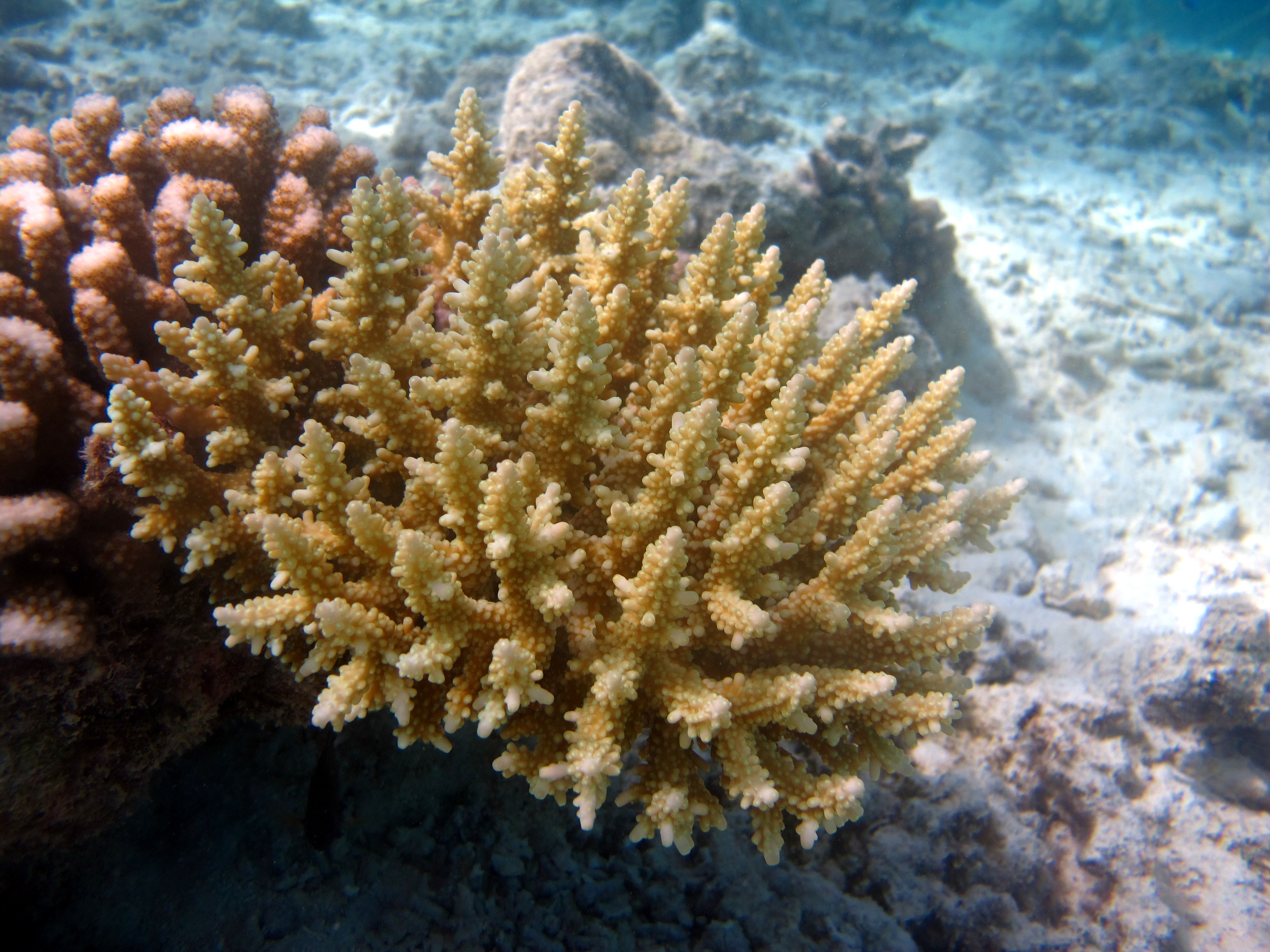
Acropora secale
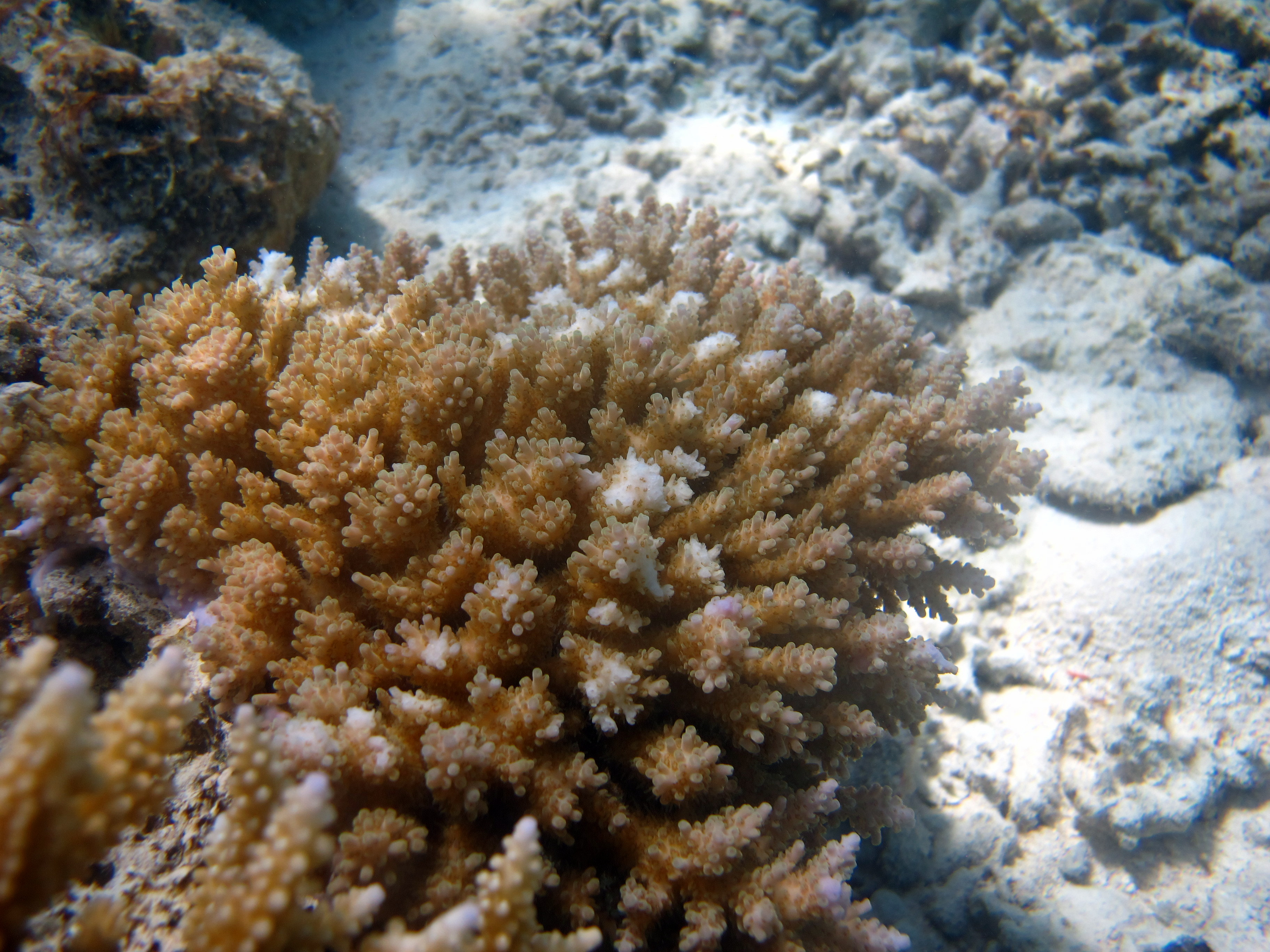
Acropora selago
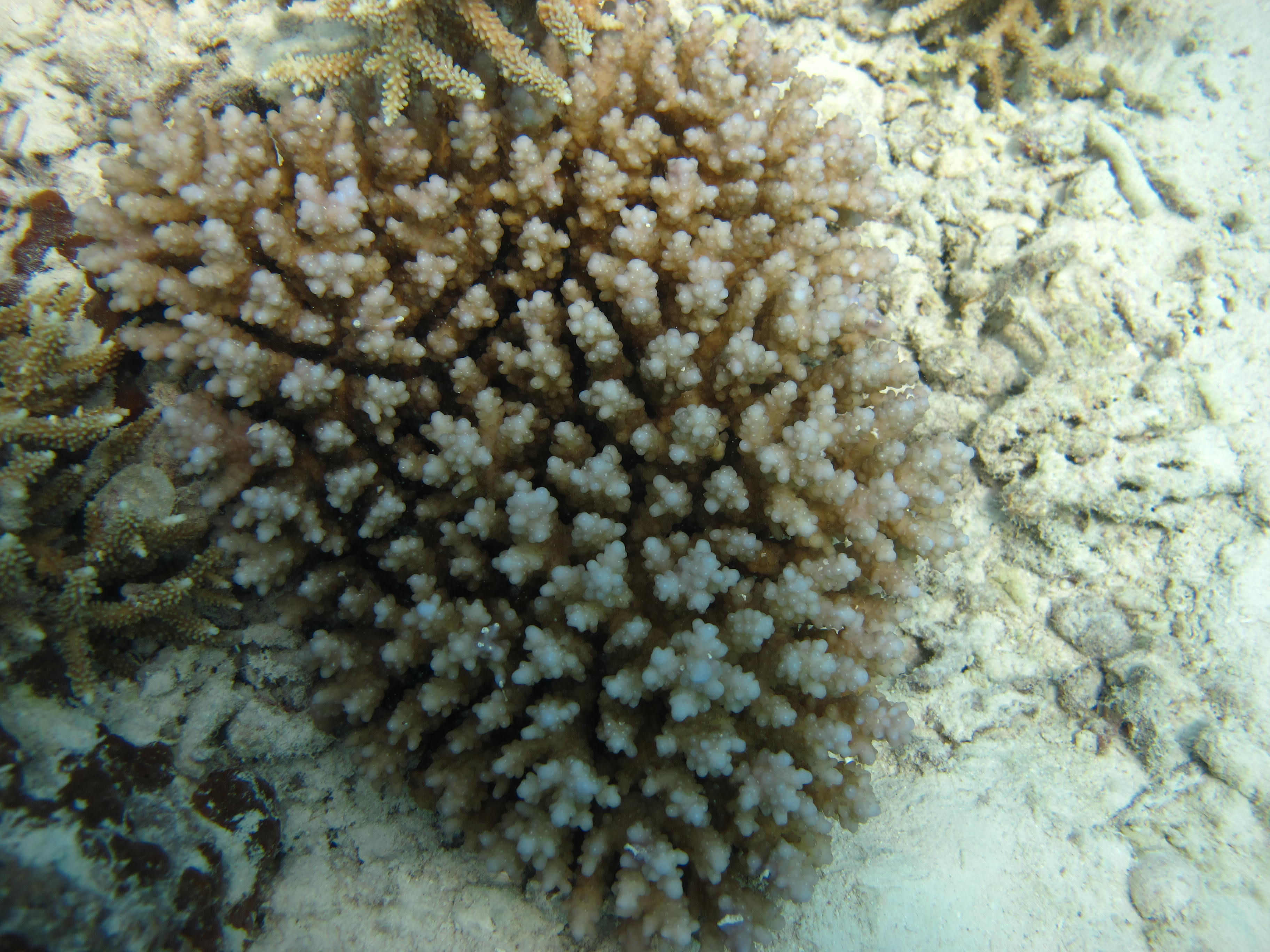
Acropora squarrosa
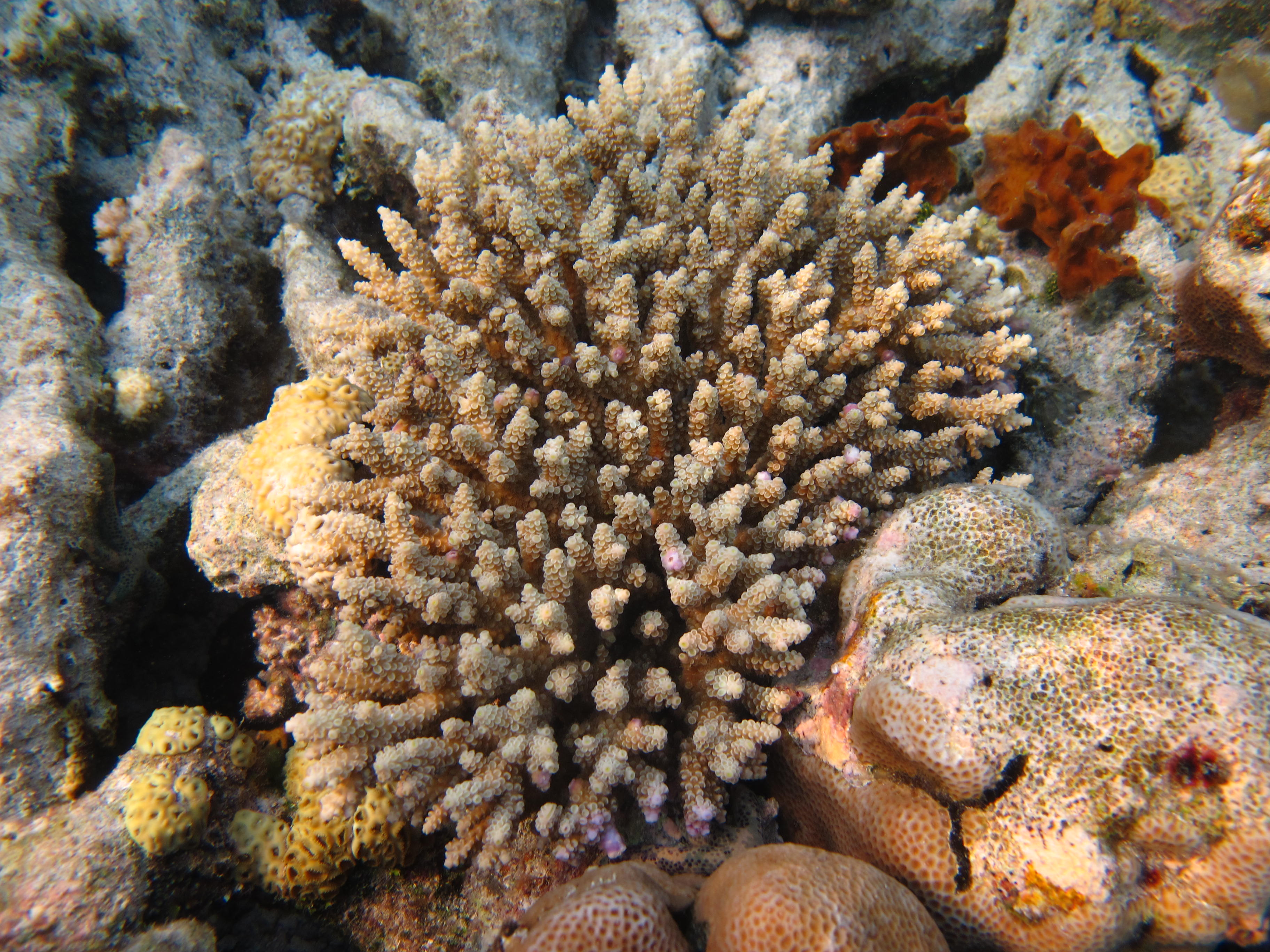
Acropora tenuis
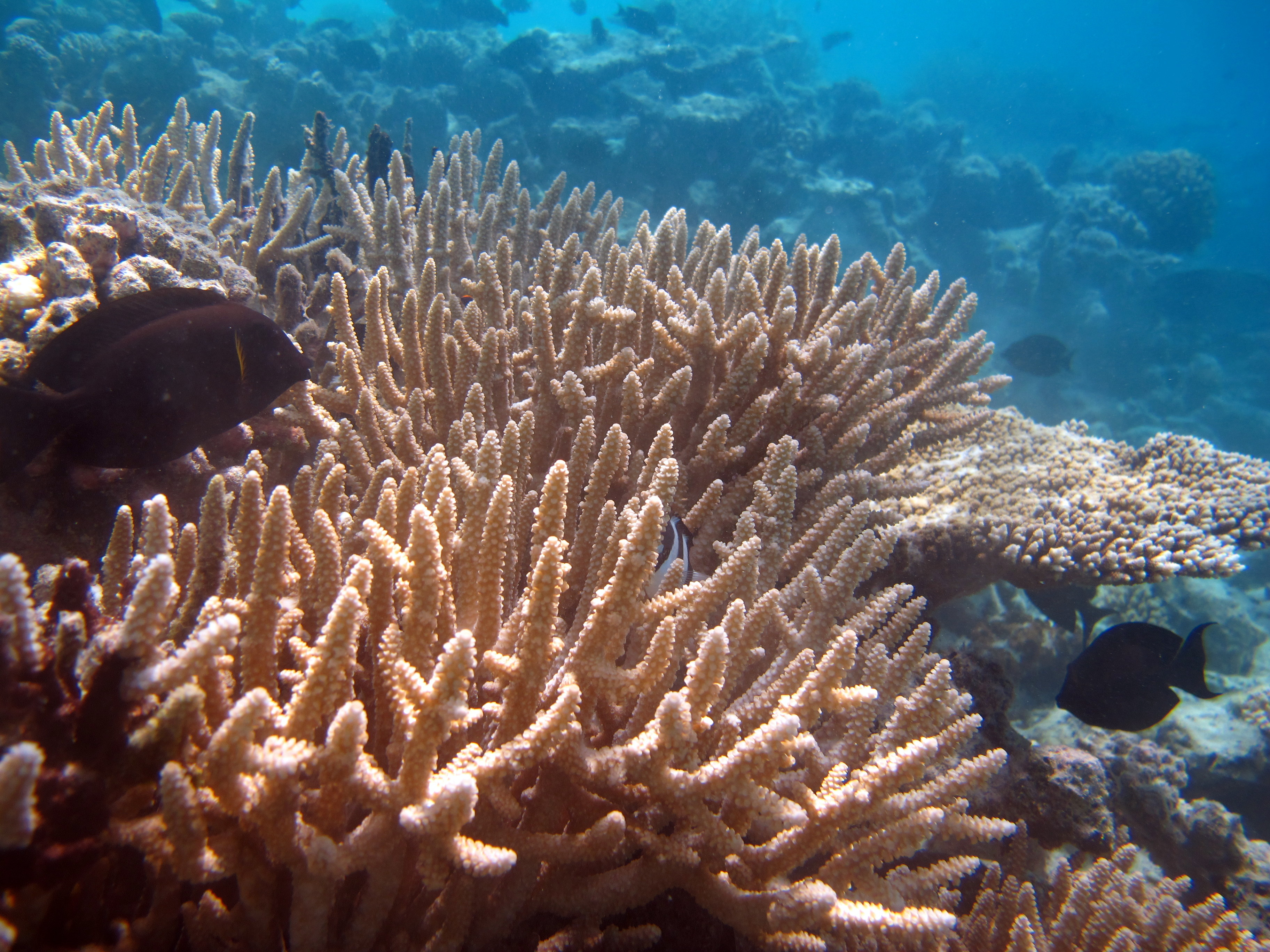
Acropora valenciennesi
Acropora verweyi
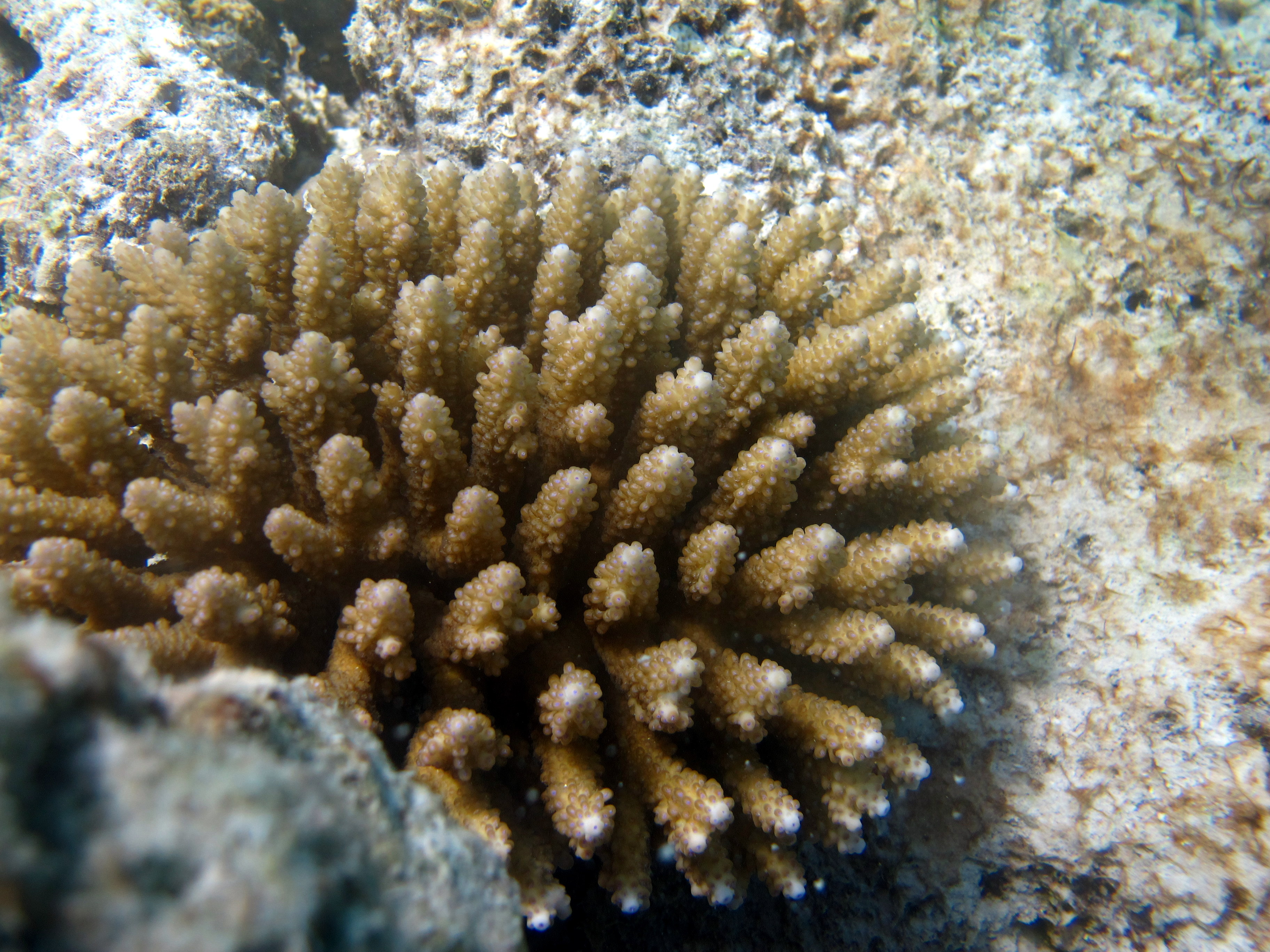
Acropora verweyi